# Benidorm
Benidorm es una ciudad y municipio español de la provincia de Alicante, en la Comunidad Valenciana. Está situada a orillas del mar Mediterráneo, en la comarca de la Marina Baja, de la que es su municipio más denso y poblado con una densidad de 1938,8 hab/km² y una población de 74 663 habitantes (INE 2024). La población de su área funcional, formada por municipios limítrofes, es de unos 200 000 habitantes. Es la capital turística de la Comunidad Valenciana.
Conocida como la «Nueva York del Mediterráneo», Benidorm es la ciudad con más rascacielos de España, la ciudad con más rascacielos por habitante del mundo y la segunda ciudad con más rascacielos por metro cuadrado del mundo, solo detrás de Nueva York.
Se trata de uno de los destinos turísticos más importantes y conocidos de España y de todo el Mediterráneo gracias a sus playas y su vida nocturna, llegando a alcanzar los 400 000 habitantes en verano. No en vano, Benidorm es la tercera ciudad con más plazas hoteleras de España tras Madrid y Barcelona. Benidorm es la primera ciudad española en recibir el certificado de Destino Turístico Inteligente, otorgado por el Instituto para la Calidad Turística de España (ICTE) gracias a la innovación, accesibilidad, transformación digital y su modelo vertical que permite un mejor aprovechamiento de los recursos. Del mismo modo, desde 2022 se celebra en la ciudad el Benidorm Fest, el certamen musical donde se escoge la canción que representa a España en el Festival de la canción de Eurovisión.

## Geografía

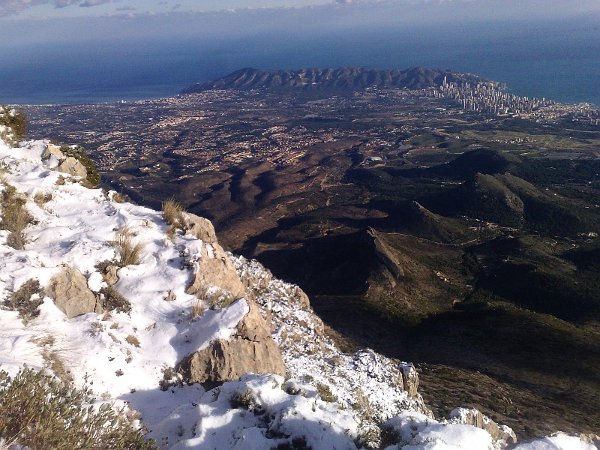
Vista de la Sierra Helada y Benidorm desde el Puig Campana

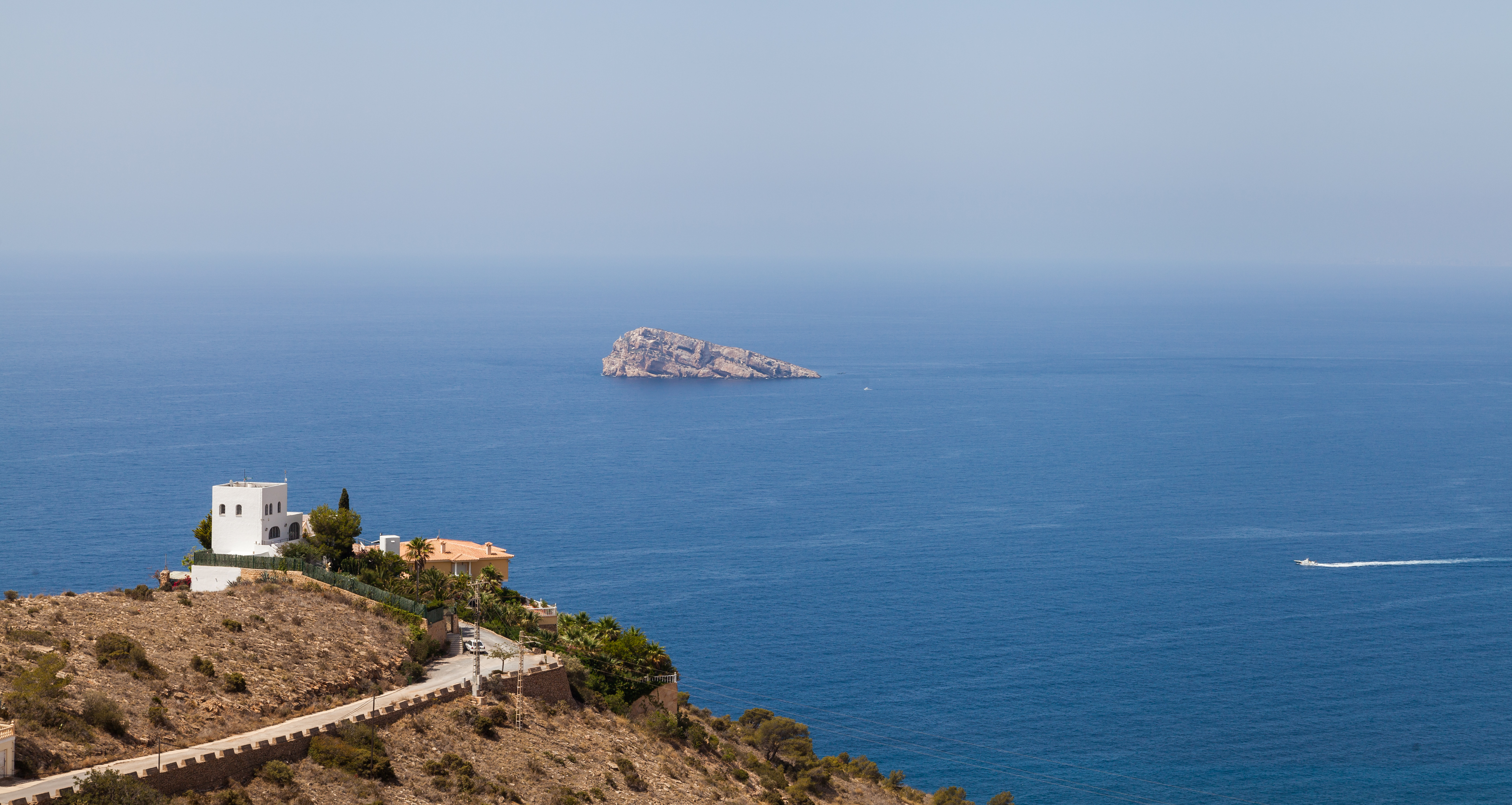
Isla de Benidorm, auténtico símbolo natural de la ciudad

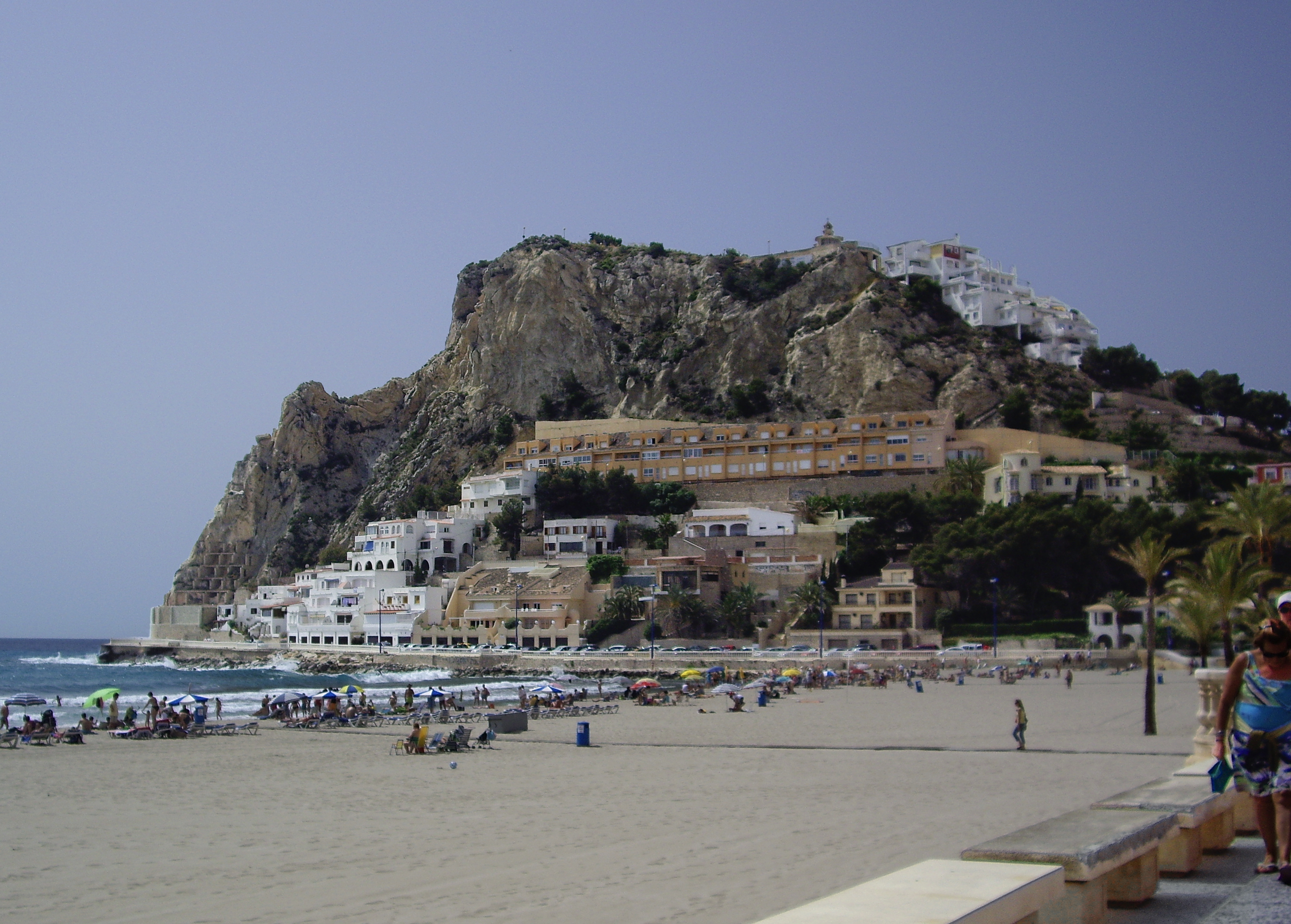
Teso de la Cala

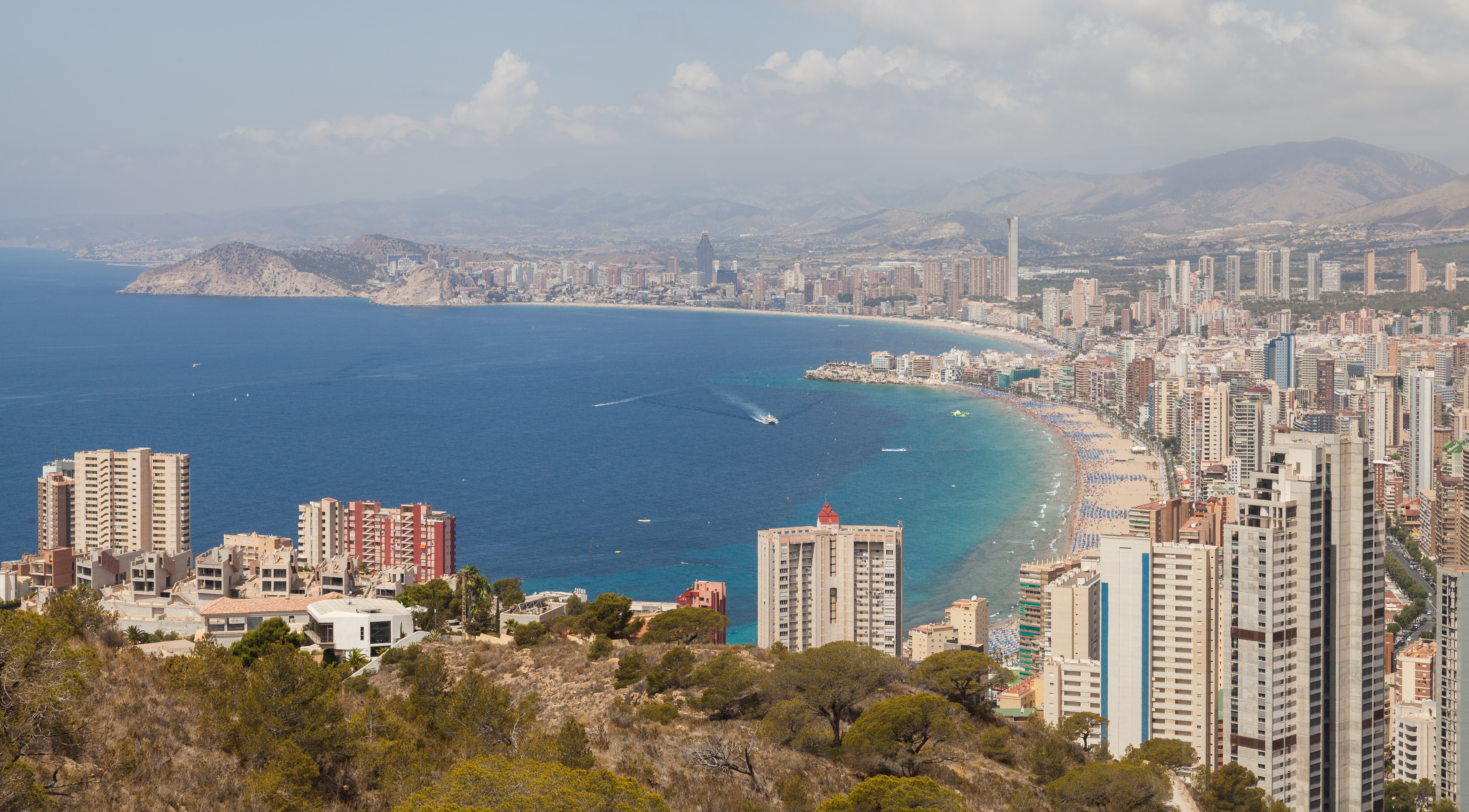
Benidorm visto desde La Cruz

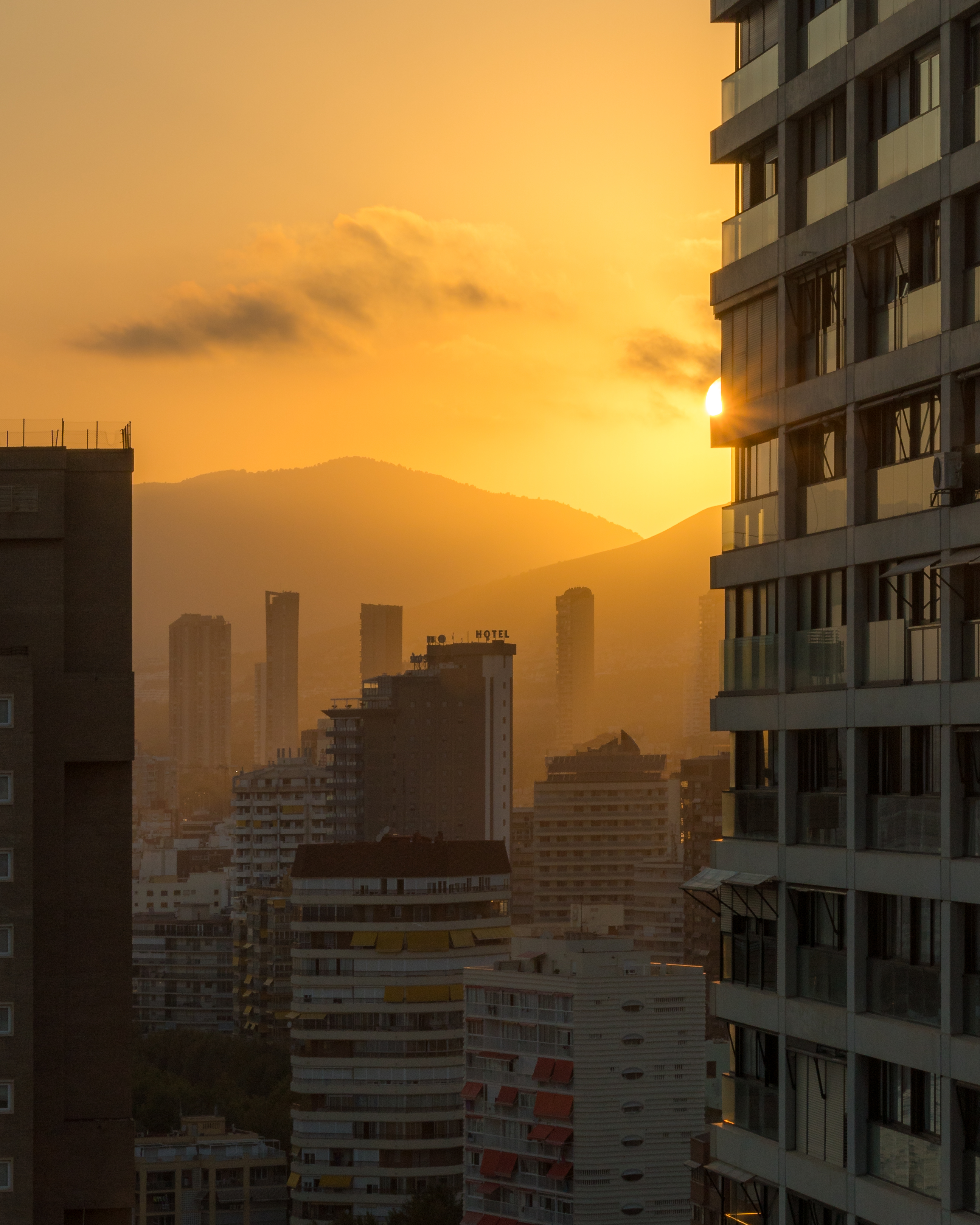
Atardecer tras los rascacielos

Se puede acceder a esta localidad, por carretera, a través de la N-332, por la autopista AP-7 y la CV-70.
Además también cuenta en su término municipal de diversas paradas y una estación del TRAM Metropolitano de Alicante. Cuenta con una situación privilegiada que la ha dotado de un especial microclima, de dulces y templados inviernos y de veranos atemperados por la brisa marina, que permiten el disfrute de una naturaleza que se ha combinado con el surgimiento de una ciudad moderna.
Su particular configuración geográfica hace que las montañas que la rodean: el parque natural de la Sierra Helada, por el Este; Sierra Cortina y el Puig Campana por el Norte y el Teso de la Cala por el Oeste, la protejan de la acción de los vientos que pudieran alterar su agradable climatología.
Una buena parte de los atractivos iniciales de Benidorm se debieron a su situación, en la costa del Mediterráneo, frente a una bellísima bahía, partida en dos por la punta rocosa del antiguo castillo y con una orientación hacia el sur, mientras por el resto de los puntos cardinales encontraba la protección de otras tantas cadenas montañosas que la protegen de los vientos dominantes de Levante o de los fríos del Norte, con lo que el microclima que se disfruta, sobre todo en primavera, invierno y otoño, es sumamente benigno, con temperaturas sensiblemente más altas que en el resto del litoral y con el agua del mar dentro de unos límites que permiten el baño en todo el tiempo.
El atractivo de Benidorm radica en sus tres playas dotadas de bandera azul, máxima distinción que otorga la Unión Europea. Estas tres playas son: Levante, Poniente y Mal Pas, a las que se suma la pequeña cala del Tío Chimo y la de La Almadraba. También por un animado y variado ambiente nocturno.
La Playa de Levante es la playa más popular y bulliciosa de Benidorm. Con más de dos kilómetros de largo, esta playa con Bandera Azul, ofrece un ambiente vibrante con una variedad de deportes acuáticos, chiringuitos y restaurantes. Junto a la playa de Levante se encuentra la playa de Poniente, un tramo de costa tranquilo y espacioso. Cala Mal Paz, un lugar aislado y pintoresco, escondida debajo del histórico mirador Balcón del Mediterráneo.
El término municipal limita con los términos de Alfaz del Pi, La Nucía, Finestrat, Benimantell y Polop de la Marina.

### Clima
El clima de Benidorm es un clima semiárido cálido (Clasificación climática de Köppen: BSh), influido por el mediterráneo debido a la brisa marina que atempera la sensación de calor. El clima es árido, ya que recibe poco más de 300 mm de lluvia al año. Benidorm tiene un clima muy soleado y disfruta de unas 3000 horas de sol al año con una temperatura media anual de 18,5 °C. Las temperaturas máximas durante el invierno varían entre 16 y 18 °C mientras que las mínimas oscilan entre 6 a 10 °C. Durante el verano, las temperaturas máximas varían entre 28 a 32 °C y las mínimas entre 20 a 24 °C. Durante la mayor parte del verano se produce el efecto conocido como noche tropical (mínimas superiores a 20 °C). En Benidorm, los veranos son calurosos, bochornosos y mayormente despejados; los inviernos son largos, frescos, ventosos y parcialmente nublados y está seco durante todo el año. Durante el transcurso del año, la temperatura generalmente varía de 8 °C a 29 °C y rara vez baja a menos de 4 °C o sube a más de 31 °C. El mes con más días de lluvia en Benidorm es noviembre, con un promedio de 5,6 días. El día con probabilidad máxima de lluvia (20 %) es el 3 de noviembre.
| Parámetros climáticos promedio de Benidorm, España (2000-2015) | Parámetros climáticos promedio de Benidorm, España (2000-2015) | Parámetros climáticos promedio de Benidorm, España (2000-2015) | Parámetros climáticos promedio de Benidorm, España (2000-2015) | Parámetros climáticos promedio de Benidorm, España (2000-2015) | Parámetros climáticos promedio de Benidorm, España (2000-2015) | Parámetros climáticos promedio de Benidorm, España (2000-2015) | Parámetros climáticos promedio de Benidorm, España (2000-2015) | Parámetros climáticos promedio de Benidorm, España (2000-2015) | Parámetros climáticos promedio de Benidorm, España (2000-2015) | Parámetros climáticos promedio de Benidorm, España (2000-2015) | Parámetros climáticos promedio de Benidorm, España (2000-2015) | Parámetros climáticos promedio de Benidorm, España (2000-2015) | Parámetros climáticos promedio de Benidorm, España (2000-2015) |
| Mes                                                            | Ene.                                                           | Feb.                                                           | Mar.                                                           | Abr.                                                           | May.                                                           | Jun.                                                           | Jul.                                                           | Ago.                                                           | Sep.                                                           | Oct.                                                           | Nov.                                                           | Dic.                                                           | Anual                                                          |
| -------------------------------------------------------------- | -------------------------------------------------------------- | -------------------------------------------------------------- | -------------------------------------------------------------- | -------------------------------------------------------------- | -------------------------------------------------------------- | -------------------------------------------------------------- | -------------------------------------------------------------- | -------------------------------------------------------------- | -------------------------------------------------------------- | -------------------------------------------------------------- | -------------------------------------------------------------- | -------------------------------------------------------------- | -------------------------------------------------------------- |
| Temp. máx. media (°C)                                          | 16.1                                                           | 16.6                                                           | 19.3                                                           | 21.5                                                           | 24.2                                                           | 27.9                                                           | 30.7                                                           | 31.1                                                           | 28.9                                                           | 25.0                                                           | 20.2                                                           | 17.5                                                           | 23.3                                                           |
| Temp. media (°C)                                               | 11.8                                                           | 12.2                                                           | 14.5                                                           | 16.5                                                           | 19.2                                                           | 22.8                                                           | 25.7                                                           | 26.2                                                           | 23.9                                                           | 20.1                                                           | 15.7                                                           | 12.9                                                           | 18.5                                                           |
| Temp. mín. media (°C)                                          | 7.4                                                            | 7.7                                                            | 9.6                                                            | 11.4                                                           | 14.2                                                           | 17.7                                                           | 20.6                                                           | 21.3                                                           | 18.8                                                           | 15.2                                                           | 11.1                                                           | 8.2                                                            | 13.6                                                           |
| Precipitación total (mm)                                       | 30.5                                                           | 33.6                                                           | 39.8                                                           | 42.9                                                           | 24.6                                                           | 9.3                                                            | 2.1                                                            | 7.6                                                            | 35.1                                                           | 46.8                                                           | 33.3                                                           | 31.2                                                           | 336.8                                                          |
| Días de precipitaciones (≥ 1 mm)                               | 5                                                              | 3                                                              | 4                                                              | 3                                                              | 4                                                              | 2                                                              | 1                                                              | 2                                                              | 5                                                              | 4                                                              | 4                                                              | 5                                                              | 42                                                             |
| Días de nevadas (≥ 1 mm)                                       | 0                                                              | 0                                                              | 0                                                              | 0                                                              | 0                                                              | 0                                                              | 0                                                              | 0                                                              | 0                                                              | 0                                                              | 0                                                              | 0                                                              | 0                                                              |
| Fuente n.º 1: Weather Underground (wunderground.com)           |                                                                |                                                                |                                                                |                                                                |                                                                |                                                                |                                                                |                                                                |                                                                |                                                                |                                                                |                                                                |                                                                |
| Fuente n.º 2: Climate-Data.org and WorldWeatherOnline          |                                                                |                                                                |                                                                |                                                                |                                                                |                                                                |                                                                |                                                                |                                                                |                                                                |                                                                |                                                                |                                                                |

## Historia

### Inicios y primera Carta Puebla

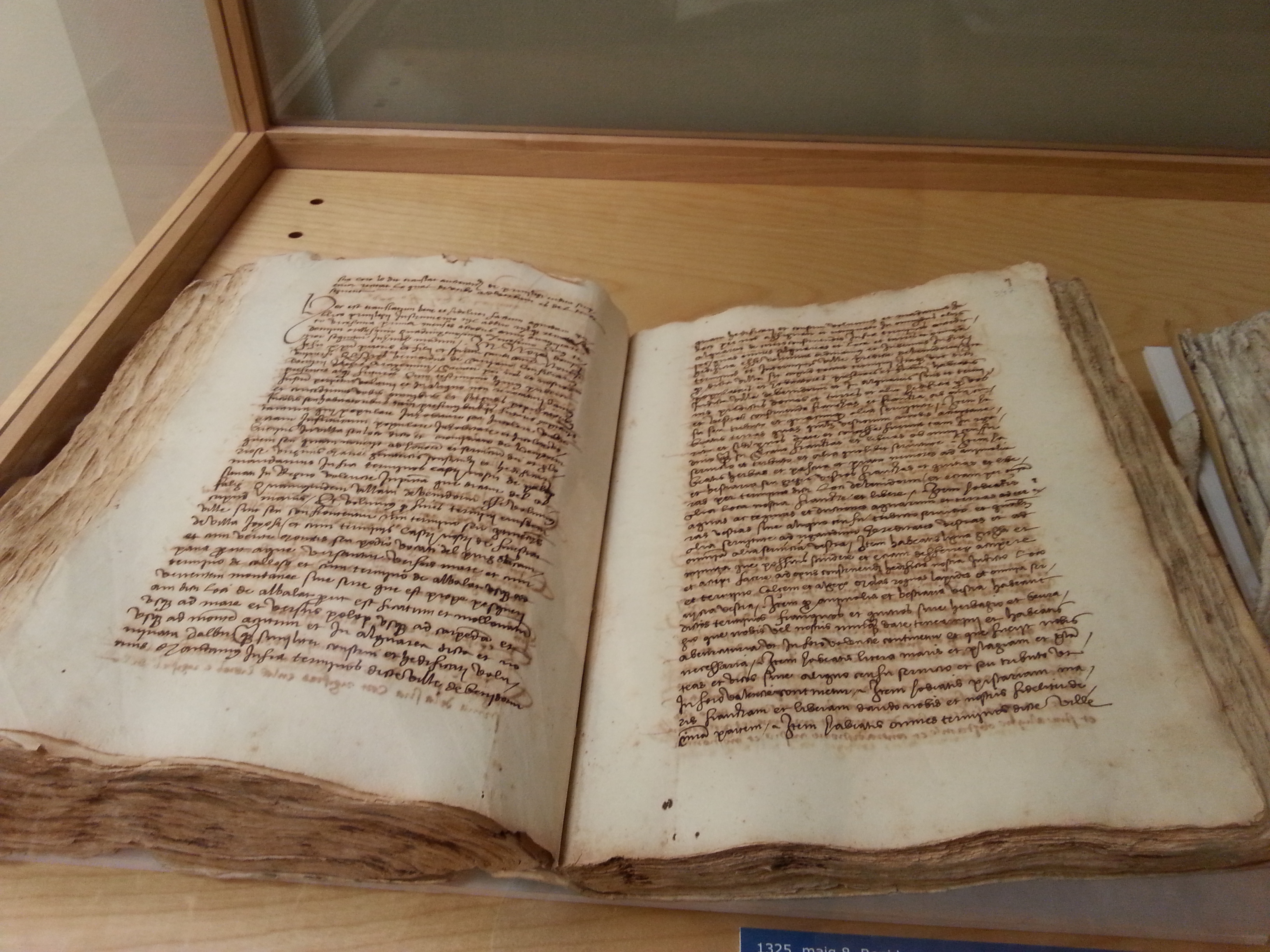
Copia del año 1521 de la carta puebla de 1325. Archivo del Reino de Valencia

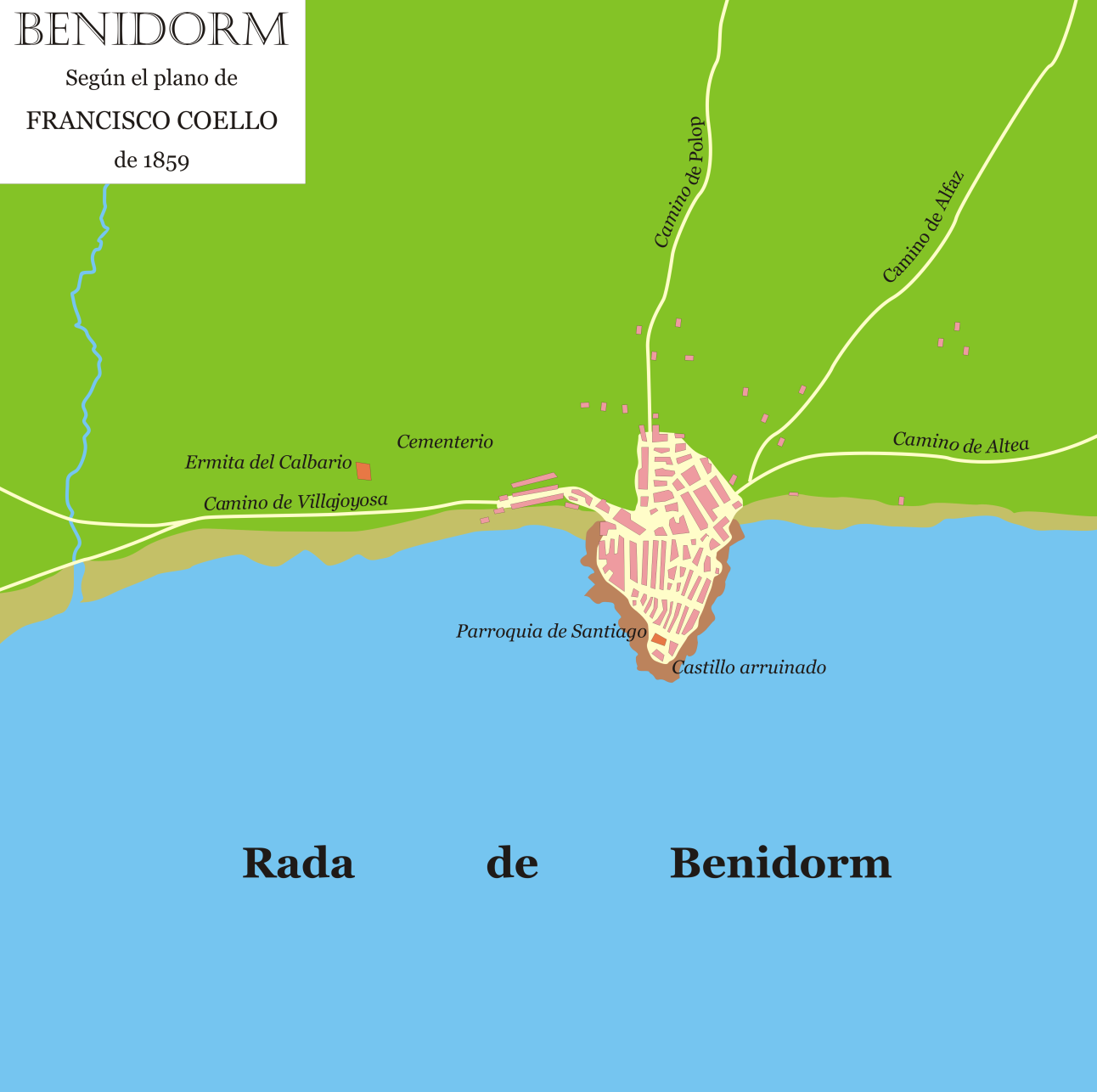
Extensión de Benidorm en 1859.

En el término municipal se han encontrado restos íberos y romanos. Al parecer, en el momento de la Reconquista existía una alquería árabe en la Partida de Lliriets; en cualquier caso, la población sería de poca importancia, pues no aparece el nombre de Benidorm en el Llibre dels Feyts de Jaime I de Aragón, que conquistó esta parte de la provincia de Alicante alrededor del año 1245. Las tierras de Benidorm, al igual que la mayor parte del resto de la comarca, fueron otorgadas al almirante Bernardo de Sarriá. Este importante señor feudal puede considerarse como el verdadero fundador de la ciudad, al otorgar Carta Puebla a Benidorm el 8 de mayo de 1325, creándose el castillo y la villa. La función de dicho documento consistió en marcar los límites del término de la nueva población (que se separaba así administrativamente de la baronía de Polop), así como intentar atraer el establecimiento exclusivamente de familias cristianas. Estratégicamente, el origen de la villa (al igual que el de otras poblaciones costeras, como Villajoyosa) se debió al temor imperante en aquel tiempo al superior número de mudéjares existentes en la zona, y las posibles alianzas de estos con sus hermanos de religión del reino nazarí de Granada y del Norte de África.
En el 1335 se encontraba como señor territorial el infante Pedro de Aragón y de Anjou, seguido por su hijo Alfonso de Aragón y de Foix. Posteriormente, Benidorm pasó a manos de los condes de Denia, volvió a la corona, y finalmente ésta vendió el término al noble Ruy Díaz de Mendoza, pues las dificultades financieras del monarca con motivo de conflictos bélicos lo obligaron a desprenderse de muchos de sus señoríos.
La población sufrió dos terribles ataques de piratas berberiscos, el primero hacia 1410 y el segundo en 1448, que asolaron la villa y el castillo. En concreto, en el ataque de 1448, los piratas se llevaron esclavizados a la mayor parte de los habitantes de Benidorm, aunque el lugar no se despobló, ya que en 1492, en el documento notarial de la toma de posesión del señorío, se cita a las autoridades municipales. Sin embargo, en 1520, durante la Guerra de las Germanías, la villa ya estaba despoblada, por lo que el abandono de sus habitantes se podría relacionar con el nuevo ataque de corsarios musulmanes que sufrió en 1503.

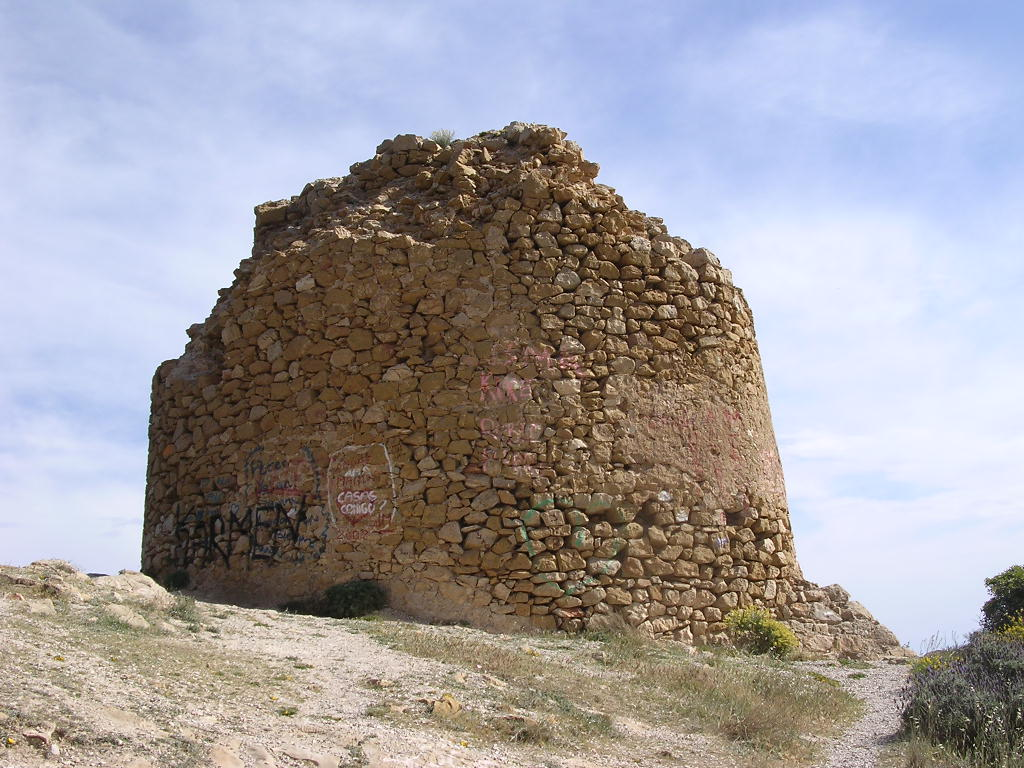
Torre Punta del Caballo.

Durante el siglo XVI se amplió y reparó el castillo, pero la villa urbana, que había retornado a la baronía de Polop, se encontraba al parecer casi completamente despoblada.

### La segunda Carta Puebla y la actividad pesquera

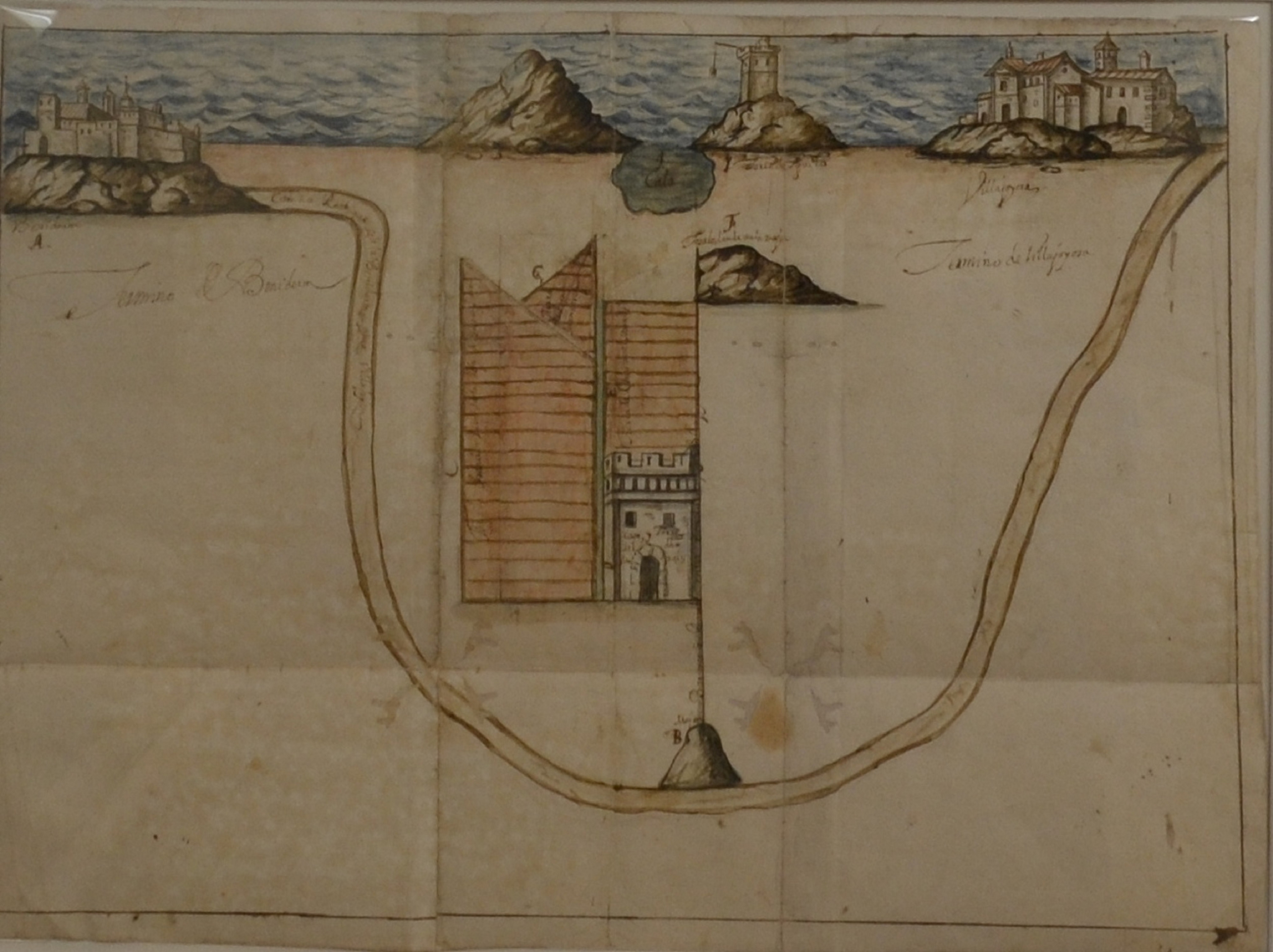
Mapa de la costa entre Benidorm y Villajoyosa con entre otros el Castillo de Benidorm (1717)

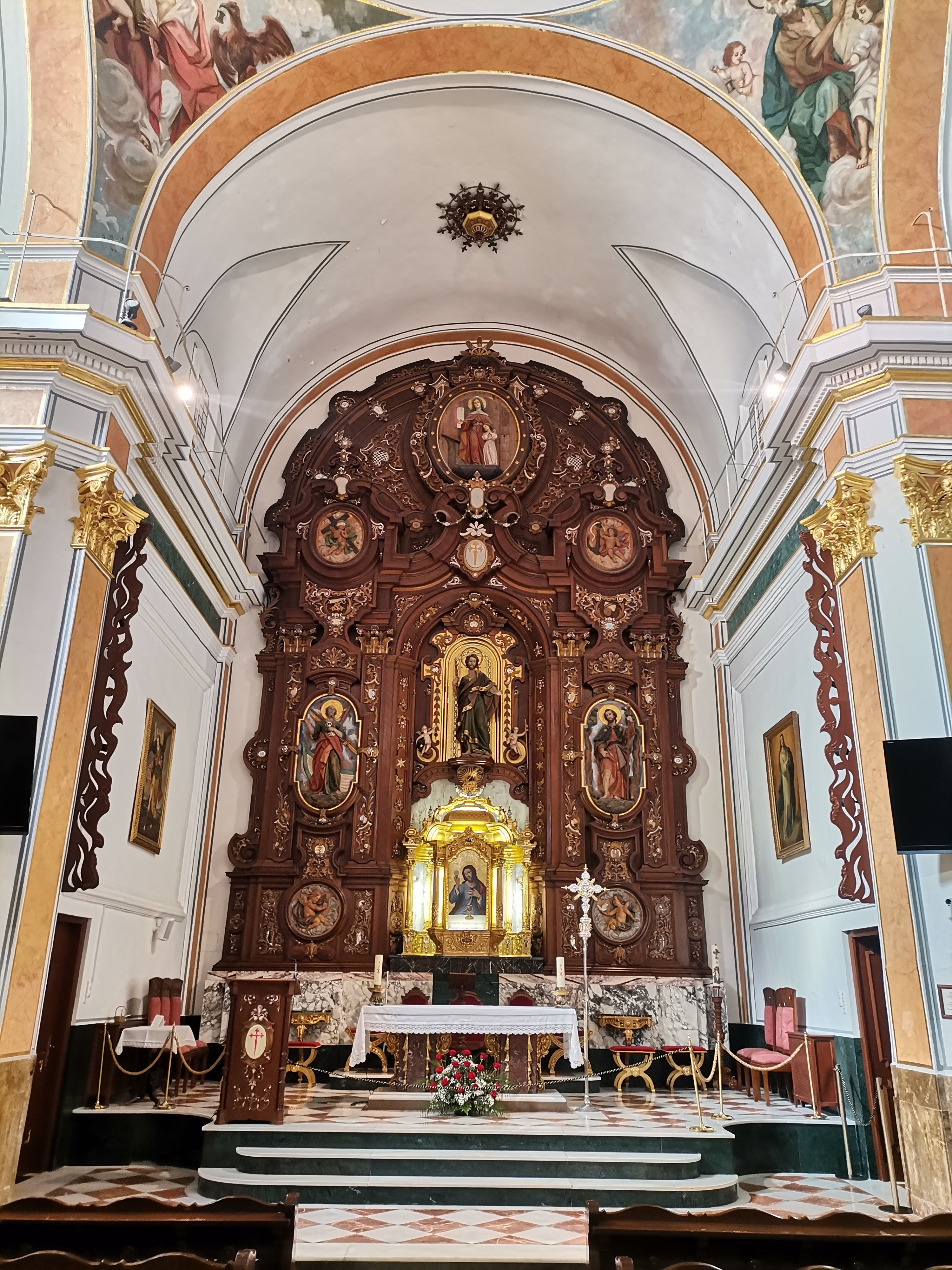
Altar mayor del templo parroquial de San Jaime y Santa Ana

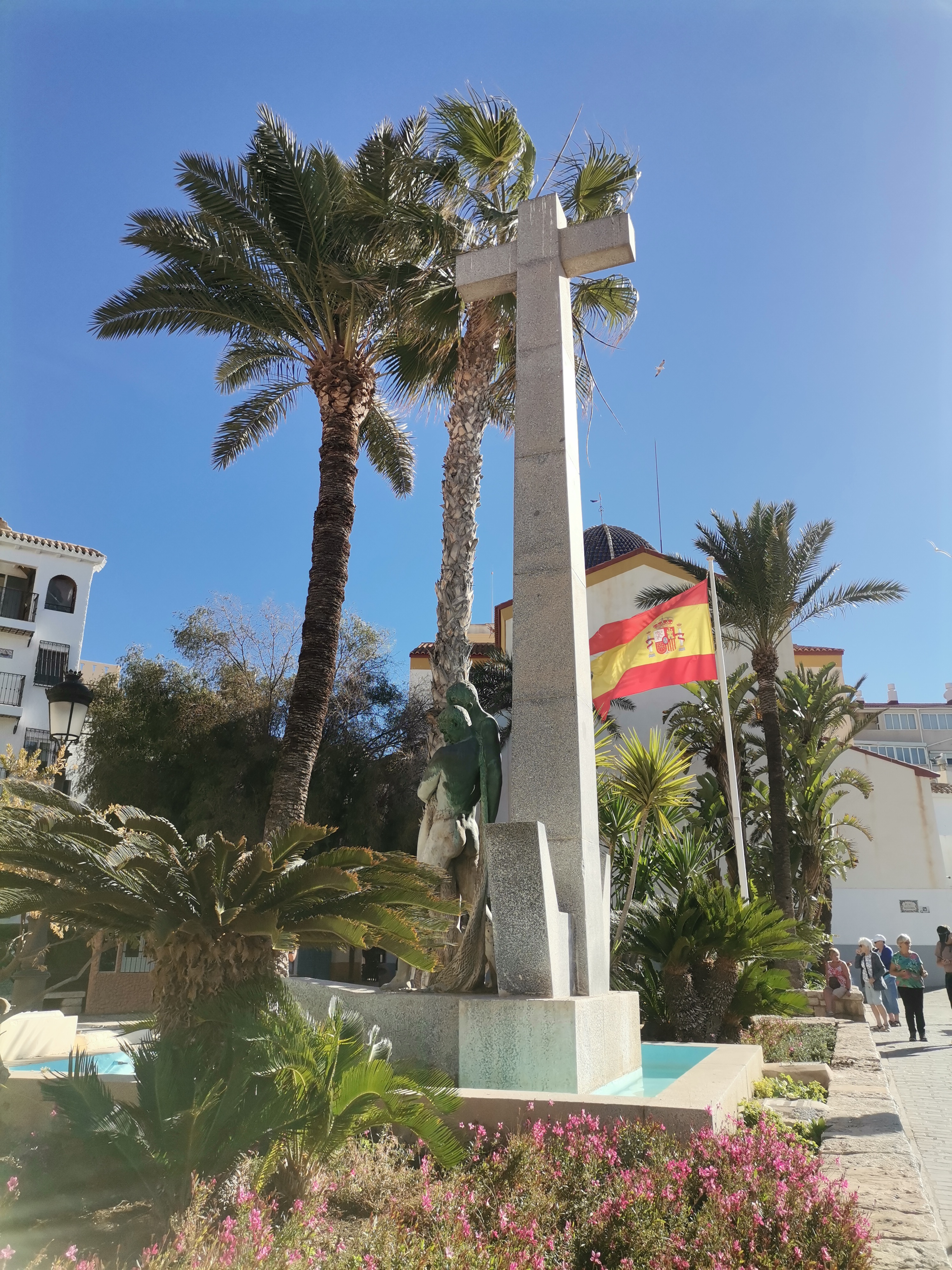
Monumento a los Muertos en la Mar 1965-1995.

La mejora de las construcciones defensivas y el establecimiento de una acequia que aportaba agua desde Polop permitieron atraer a nuevos pobladores al lugar. Eso ocurrió en 1666, por iniciativa de Beatriu Fajardo de Mendoza, señora territorial de Polop y Benidorm, que otorgó una nueva Carta de población a la villa, que volvió así a ser municipalmente independiente. La creación de la acequia del Reg Major de l'Alfàs conocido popularmente como Sèquia Mare, permitió la viabilidad económica del nuevo municipio porque disponía de agua para el riego y el abastecimiento doméstico.
En 1715 la población contaba alrededor de 216 vecinos, cifra que aumentó a 2700 a finales del siglo XVIII. Esta fuerte expansión demográfica se pudo realizar gracias, esencialmente, a una importante actividad pesquera basada en la pesca con almadraba (pesca de atunes durante su viaje de migración, a través de un cerco de redes), en la que sus habitantes se especializaron con gran fortuna, siendo sus habitantes conocidos en el arte del calado de almadrabas en toda la costa mediterránea, desde Rosas hasta las costas atlánticas de Marruecos, hasta aproximadamente 1950-60, aunque la almadraba de Barbate en Cádiz aún es propiedad de descendientes de Benidorm.
En la guerra de independencia, las tropas napoleónicas profanaron el cementerio y ocuparon el castillo que después fue parcialmente destruido por los ingleses al finalizar el conflicto.

### Elboomturístico y el crecimiento de la ciudad

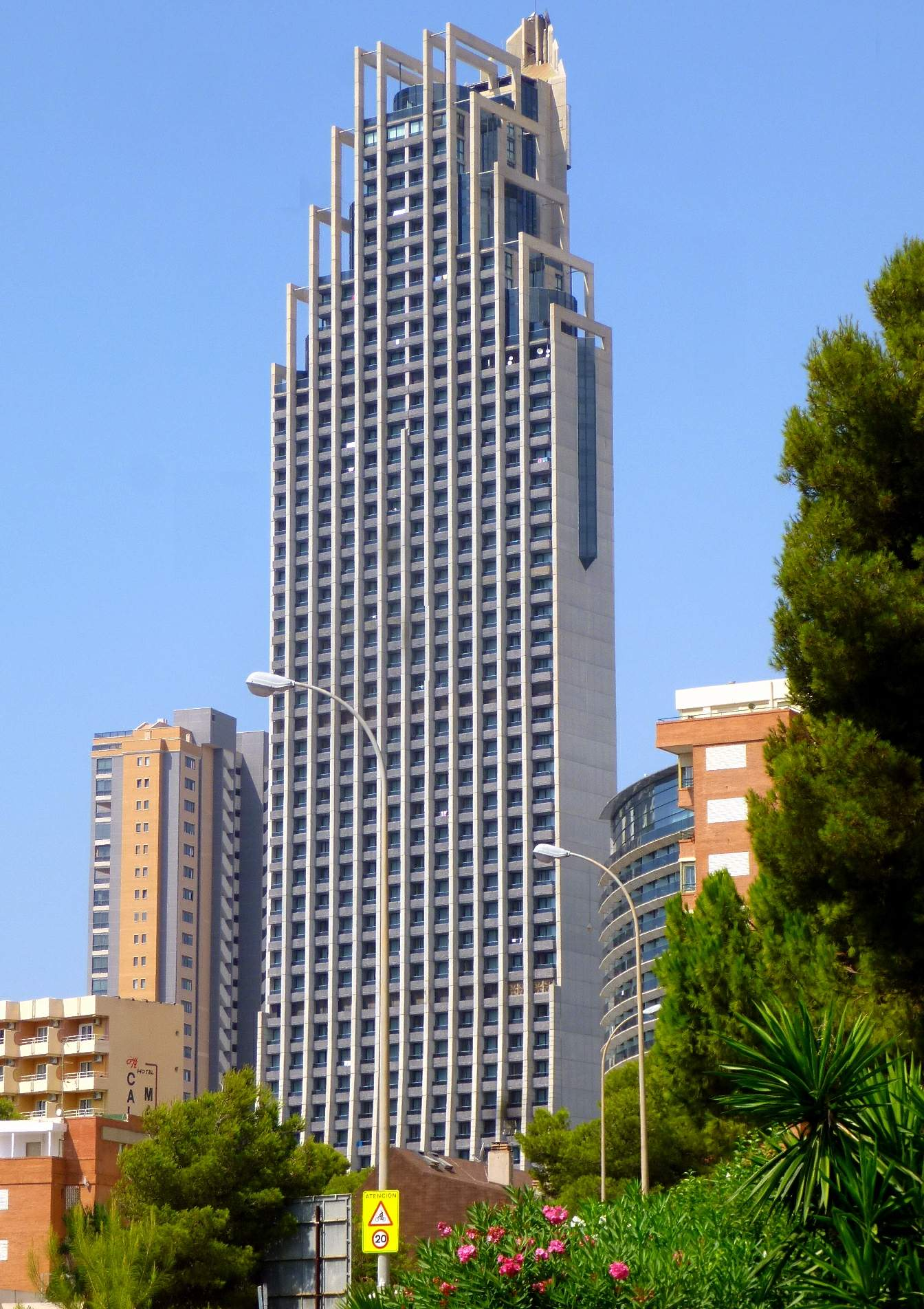
El Gran Hotel Bali (2002, 186 m), obra del arquitecto albaceteño Antonio Escario, fue, durante algunos años, el hotel más alto de Europa.

Durante el siglo XIX continuó el crecimiento y se comenzaron tímidas aventuras turísticas como fue la inauguración del Balneario de la Virgen del Sufragio. Aunque en los años posteriores mejoraron las comunicaciones con Alicante y con Madrid, los demás sectores económicos locales no estaban pasando por un buen momento, pues la marina mercante entraba en crisis con la pérdida de los últimos territorios ultramarinos en 1898 (Cuba, Puerto Rico y Filipinas) y poco después el boom de la agricultura de la vid (vino y pasas) queda arruinada con la llegada de la filoxera a principios del siglo XX. Esta desaceleración económica se conjugó con una cierta emigración hacia Cuba, el barrio marítimo de Barcelona y la costa de Cádiz.
Durante estos años, se produjo la ampliación del puerto y, en 1925, la construcción de los primeros chalés en la Playa de Levante. Tras la Guerra civil, poco a poco se fueron recuperando las actividades socioeconómicas, con la pesca (de nuevo) como ramo productivo más destacado. Sin embargo en la década de 1950 se dieron los pasos para producir una verdadera transformación. Por un lado, en 1952, se cerró por bajo rendimiento en capturas la Almadraba más importante, algo traumático para muchas familias. Sin embargo, por otro lado, en 1956, durante la alcaldía de Pedro Zaragoza Orts, el Ayuntamiento aprobaba el ordenamiento urbanístico de la villa con la finalidad de crear una ciudad concebida para el ocio turístico, a base de calles bien trazadas y amplias avenidas siguiendo la configuración de las playas, modelo urbanístico pionero en la época en que fue realizado. A partir de entonces, se produjo un fuerte desplazamiento de las actividades tradicionales (pesca y agricultura) hacia el sector servicios originado por el turismo, que se convirtió desde entonces en la base de la prosperidad de la ciudad. Era la época del milagro económico español (1959-1973).
En 1986, y durante la alcaldía de Manuel Catalán Chana, se revisó y amplió el Plan General de Ordenación Urbana a cargo del arquitecto benidormense Juan José Chiner Vives, que en 2006 fue el comisario de la exposición Benidorm, la Ciudad Vertical, con motivo de cumplirse el 50 aniversario de dicho Plan, así como de la exposición Benidorm, los hoteles del paraíso 1954-1964.
El turismo español comenzó a compartir el espacio con los visitantes de otras partes de Europa, primero llegados con su vehículos y luego, con la entrada en funcionamiento del aeropuerto de Alicante-Elche en 1967, llegados en vuelos chárter. Actualmente, Benidorm es una de las primeras ciudades turísticas de toda la costa mediterránea.

## Demografía
Benidorm cuenta con una población de 74 663 habitantes (INE 2024).
| Gráfica de evolución demográfica de Benidorm entre 1842 y 2021                                                      |
| |
| Población de derecho según los censos de población del INE Población de hecho según los censos de población del INE |

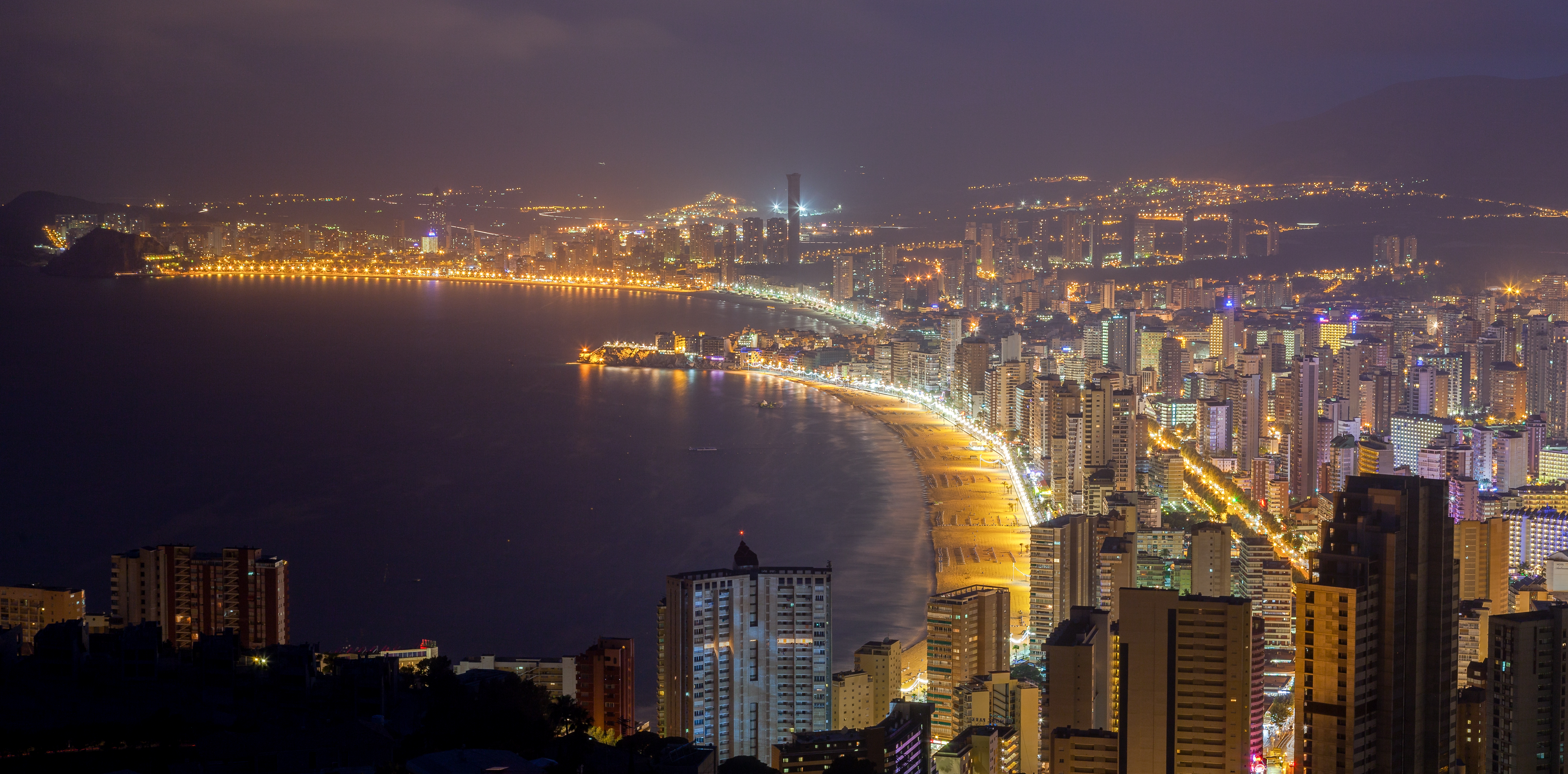
Panorama urbano de Benidorm

Benidorm es una ciudad eminentemente turística gracias a su clima y temperaturas medias, que oscilan todo el año entre los 10 °C en invierno y los 26 °C que se alcanzan en verano.
Benidorm ha experimentado desde mediados del siglo XX una transformación urbanística extraordinaria, que ha hecho que su población pasara de los 5000 habitantes a finales de la década de los 50 hasta la cifra actual.

### Rascacielos

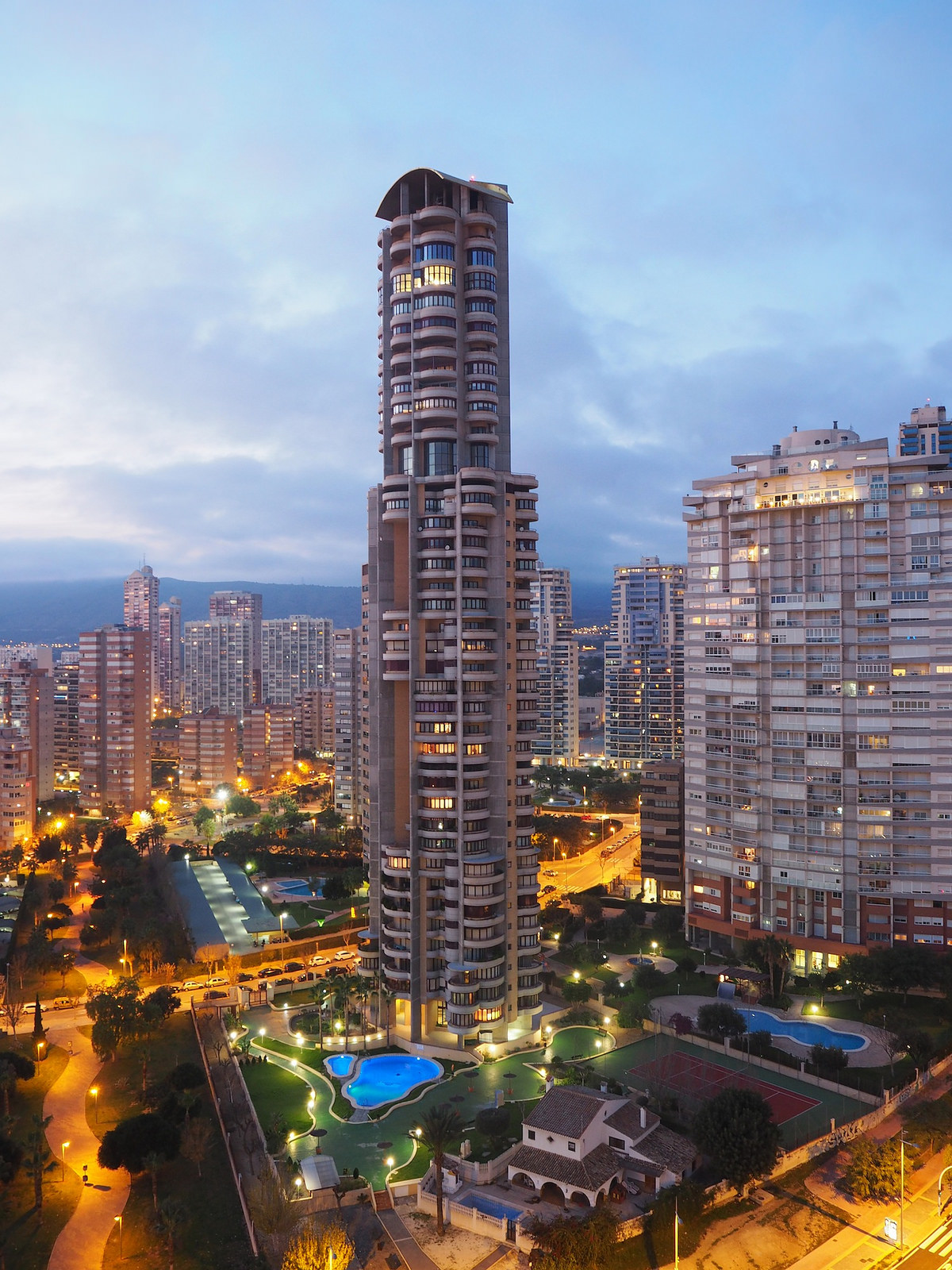
Benidorm es la ciudad española de los rascacielos por antonomasia. En la imagen, Neguri Gane, de 145 m.

Benidorm cuenta con un número muy grande de rascacielos (de más de 100 m de altura) tres de los cuales superan los 150 m. El edificio más alto de todos es el llamado Intempo con 202 m. Es el quinto más alto de España.

## Administración y política
| Periodo   | Nombre                   | Partido                                        |
| --------- | ------------------------ | ---------------------------------------------- |
| 1950-1966 | Pedro Zaragoza Orts      | Falange Española Tradicionalista y de las JONS |
| 1971-1973 | José Manuel Reverte Coma |                                                |
| 1974-1977 | Miguel Pérez Devesa      |                                                |

| Periodo   | Nombre                 | Partido | Partido                                         |
| --------- | ---------------------- | ------- | ----------------------------------------------- |
| 1979-1983 | José Such Ortega       |         | Unión de Centro Democrático (UCD)               |
| 1983-1991 | Manuel Catalán Chana   |         | Partit Socialista del País Valencià (PSPV-PSOE) |
| 1991-1995 | Eduardo Zaplana        |         | Partido Popular (PP)                            |
| 1995-2006 | Vicent Pérez Devesa    |         | Partido Popular (PP)                            |
| 2006-2009 | Manuel Pérez Fenoll    |         | Partido Popular (PP)                            |
| 2009-2015 | Agustín Navarro Alvado |         | Partit Socialista del País Valencià (PSPV-PSOE) |
| 2015-act. | Antonio Pérez Pérez    |         | Partido Popular (PP)                            |

| Partido político                                | 2023   | 2023  | 2023       | 2019  | 2019  | 2019       | 2015  | 2015  | 2015       | 2011   | 2011  | 2011       | 2007   | 2007  | 2007       |
| Partido político                                | Votos  | %     | Concejales | Votos | %     | Concejales | Votos | %     | Concejales | Votos  | %     | Concejales | Votos  | %     | Concejales |
| Partido Popular (PP)                            | 13 961 | 57,03 | 16         | 9162  | 39,68 | 13         | 6779  | 27,18 | 8          | 10 195 | 37,75 | 11         | 12 487 | 48,41 | 13         |
| Partit Socialista del País Valencià (PSPV-PSOE) | 6673   | 27,25 | 8          | 7329  | 31,74 | 10         | 5560  | 22,29 | 7          | 10 379 | 38,43 | 11         | 11 127 | 43,14 | 12         |
| Vox                                             | 1551   | 6,33  | 1          | 784   | 3,39  | 0          | —     | —     | —          | —      | —     | —          | —      | —     | —          |
| Compromís                                       | 881    | 3,59  | 0          | 1046  | 4,53  | 0          | 1746  | 7,00  | 2          | 235    | 0,87  | 0          | 572    | 2,22  | 0          |
| Ciudadanos (CS)                                 | 517    | 2,11  | 0          | 2015  | 8,72  | 2          | 2366  | 9,49  | 3          | —      | —     | —          | —      | —     | —          |
| Ciudadanos por Benidorm (CBM)                   | —      | —     | —          | —     | —     | —          | 2992  | 12,00 | 3          | —      | —     | —          | —      | —     | —          |
| Liberales                                       | —      | —     | —          | —     | —     | —          | 2232  | 8,95  | 2          | —      | —     | —          | —      | —     | —          |
| Centro Democrático Liberal (CDL)                | —      | —     | —          | —     | —     | —          | —     | —     | —          | 3375   | 12,50 | 3          | —      | —     | —          |

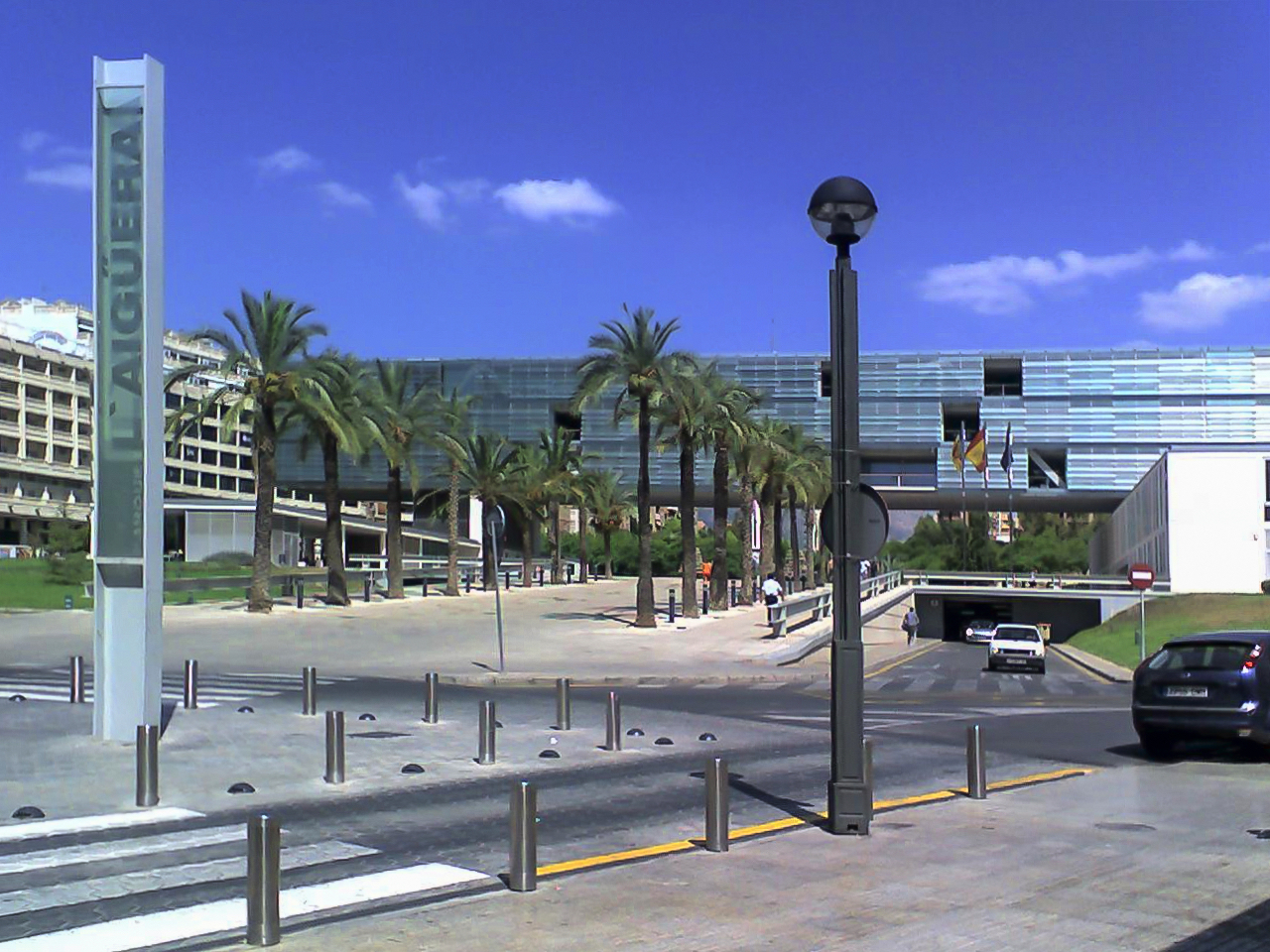
Ayuntamiento de Benidorm

En la historia municipal reciente son reseñables anécdotas políticas de los años 1991, 2011 y 2013.

## Monumentos y lugares de interés

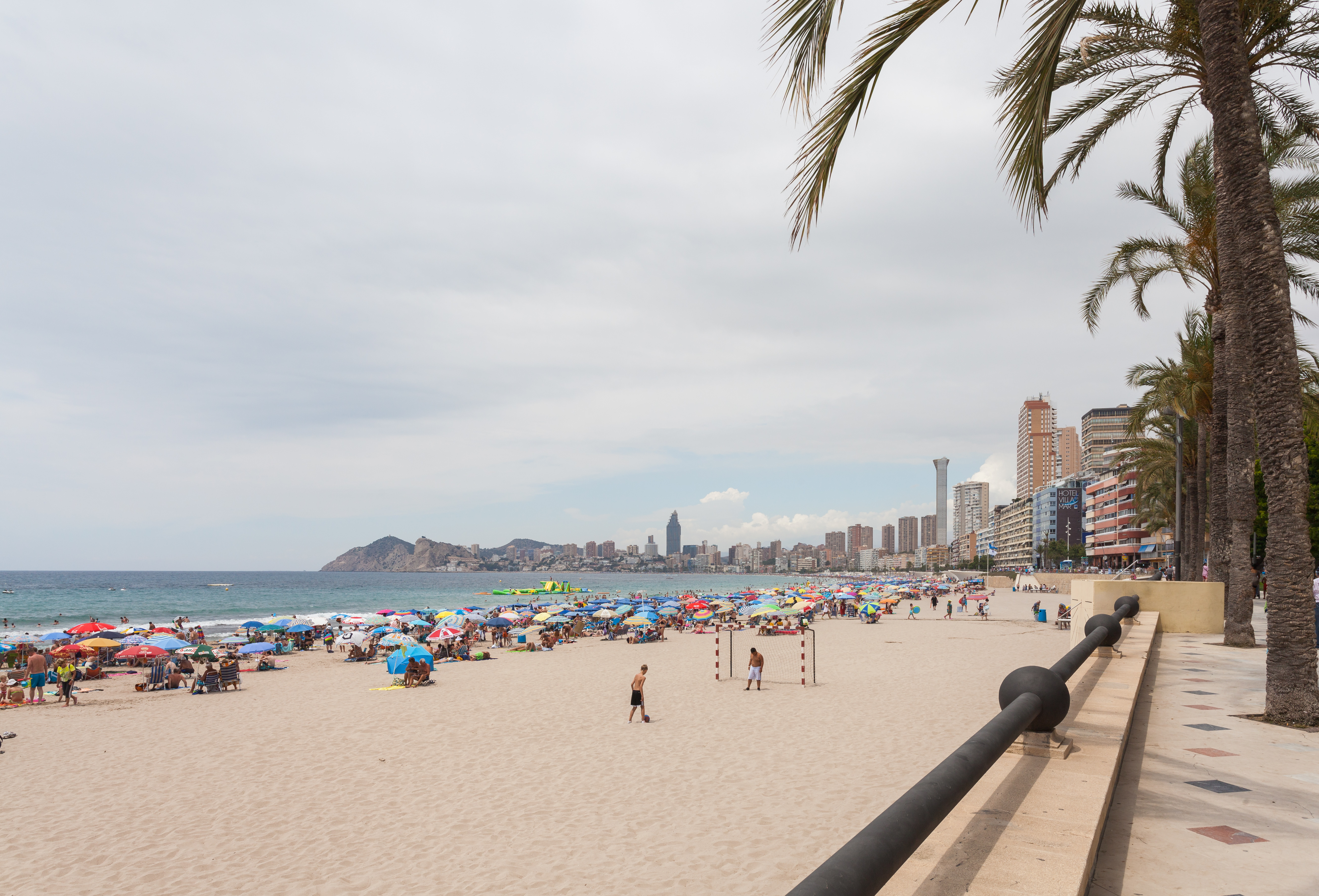
Playa de Poniente

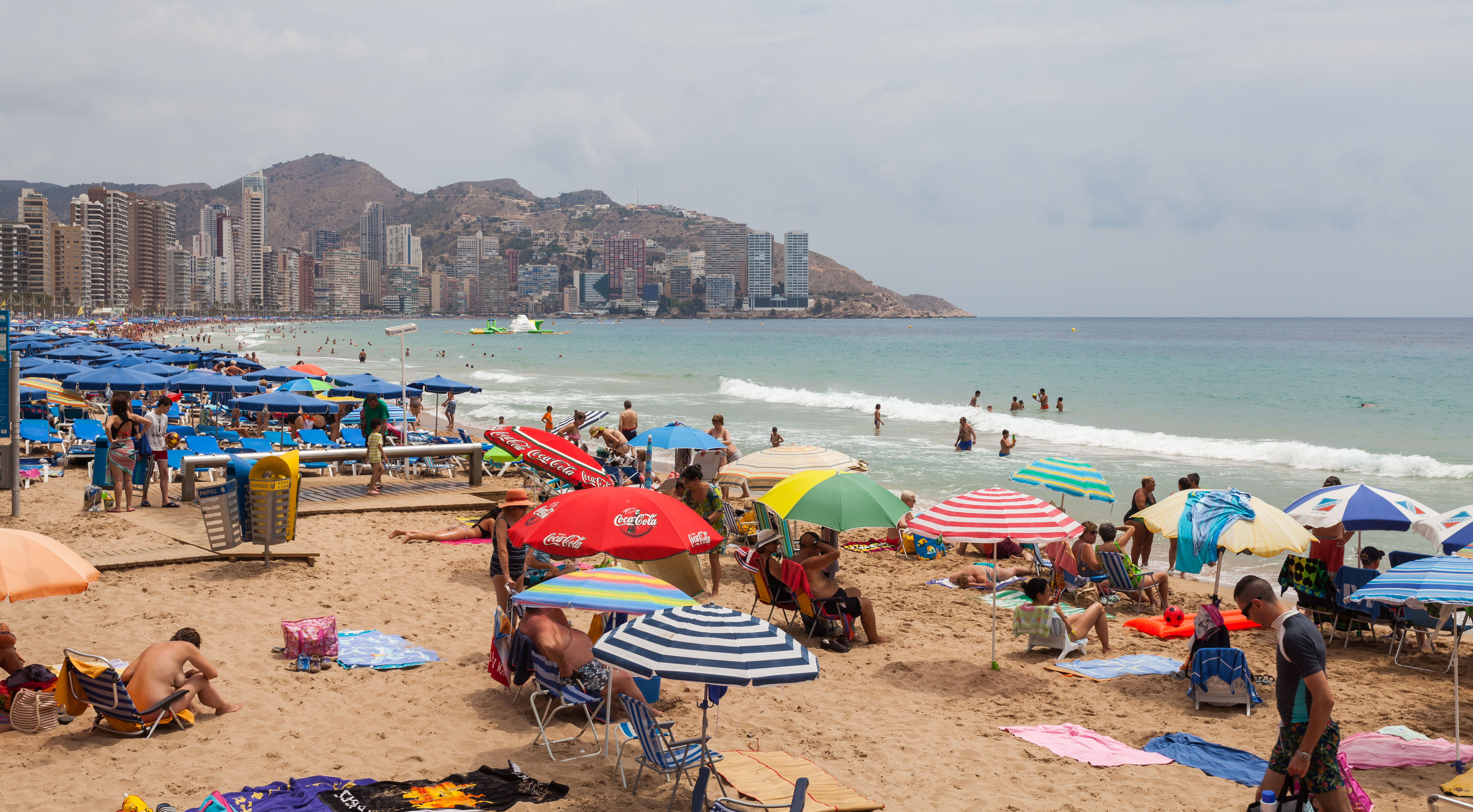
Playa de Levante

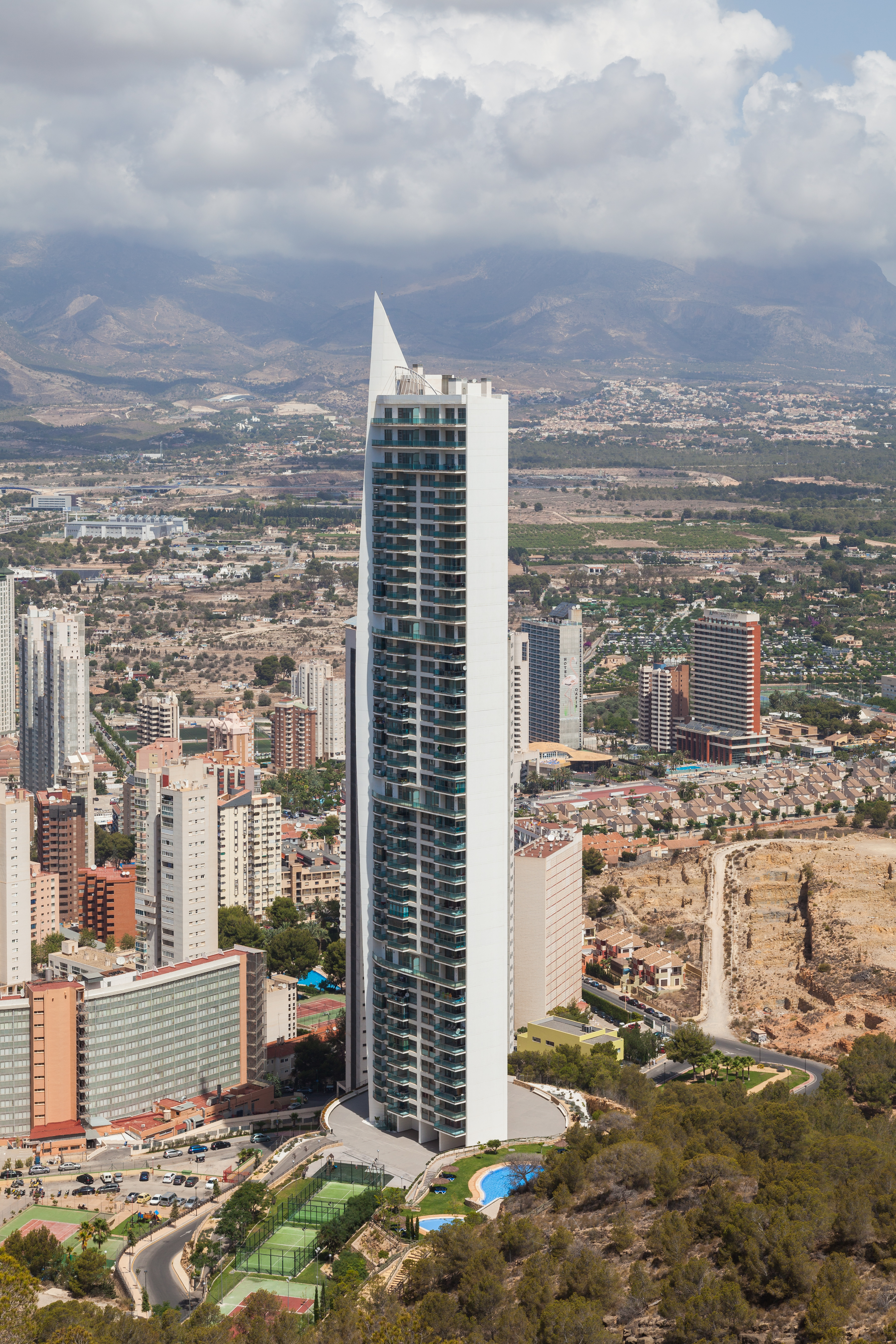
Torre Lugano (158 m)

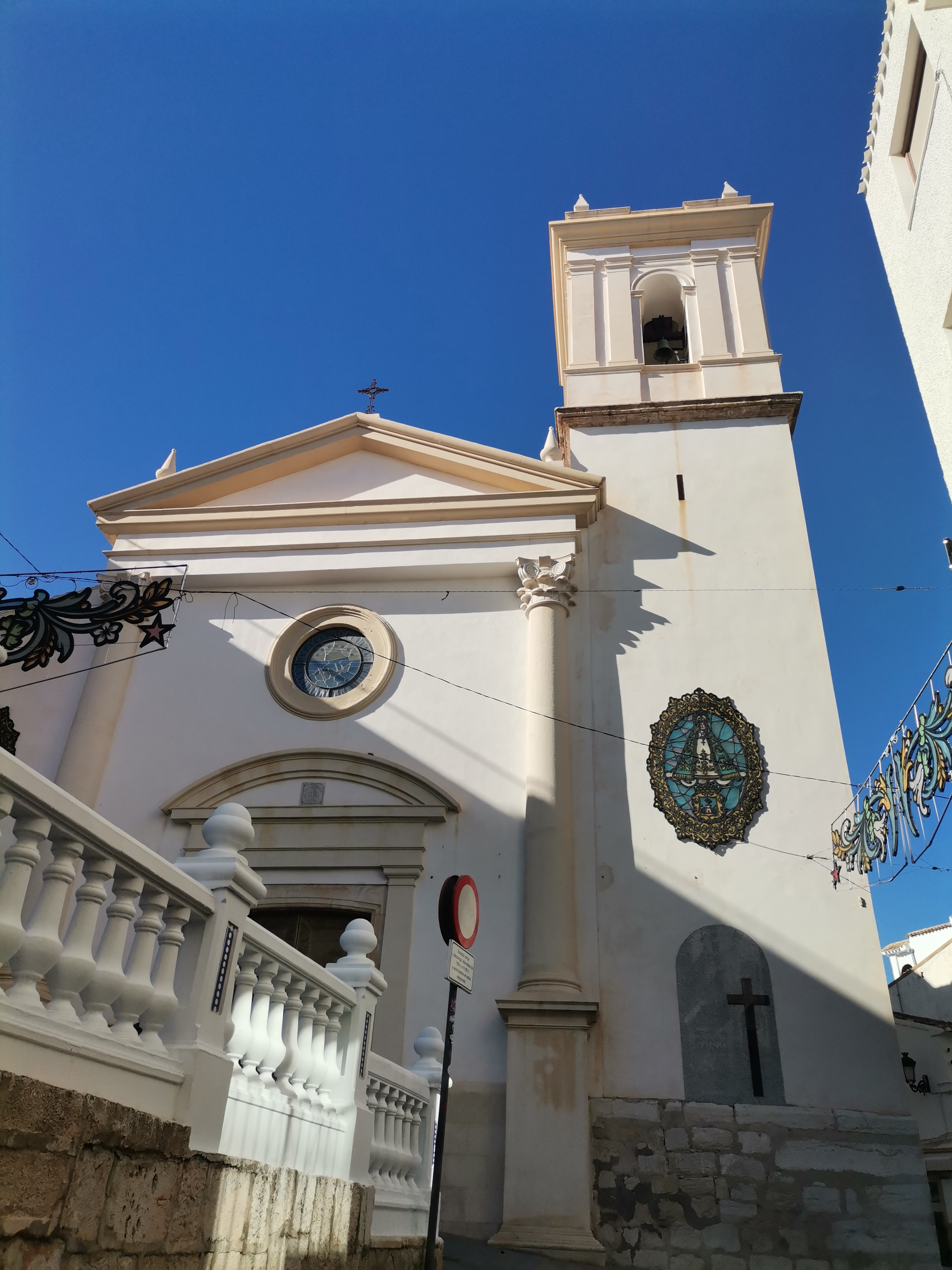
Iglesia de San Jaime y Santa Ana, situada en el antiguo pueblo de Benidorm

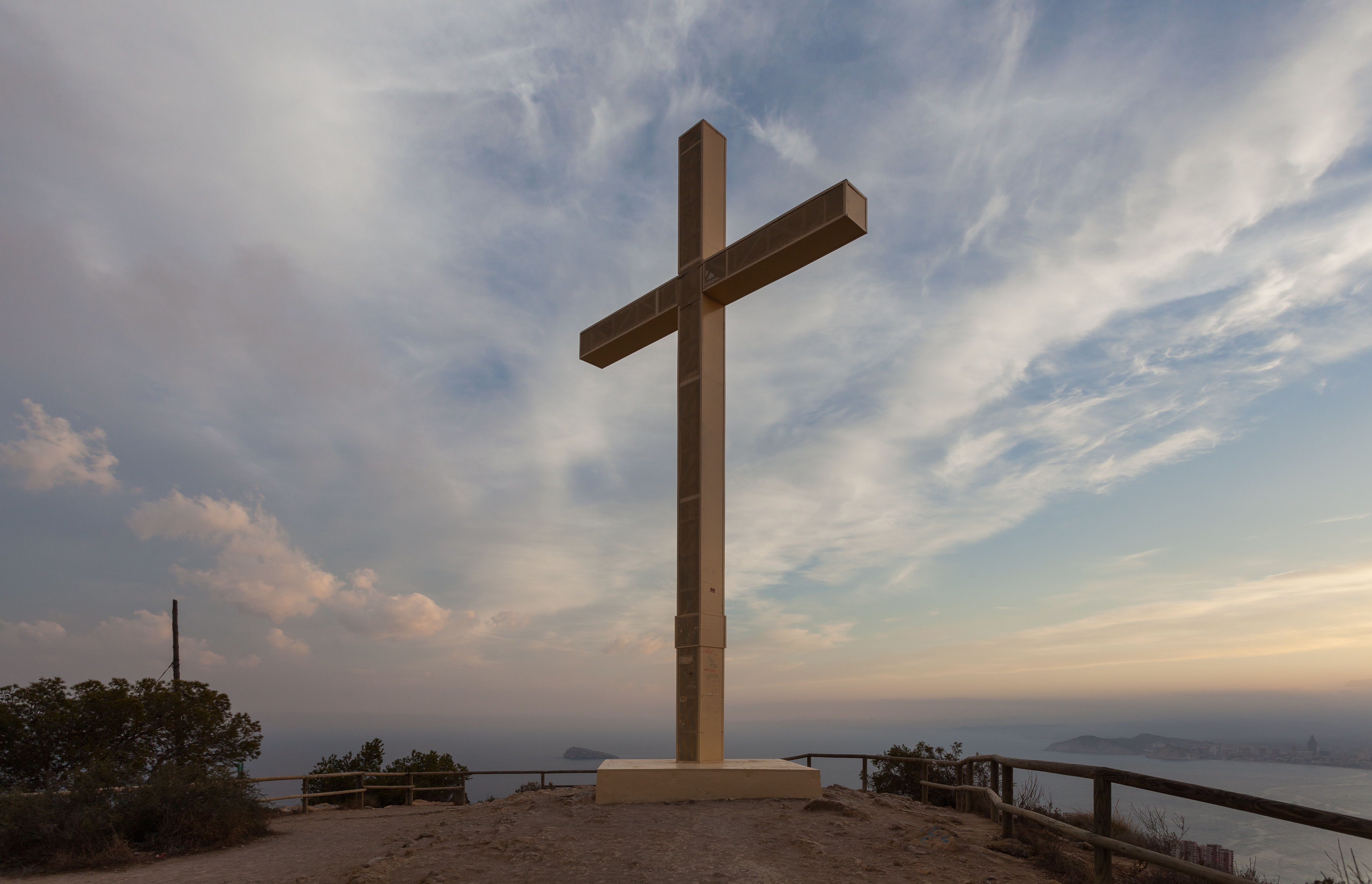
La Cruz

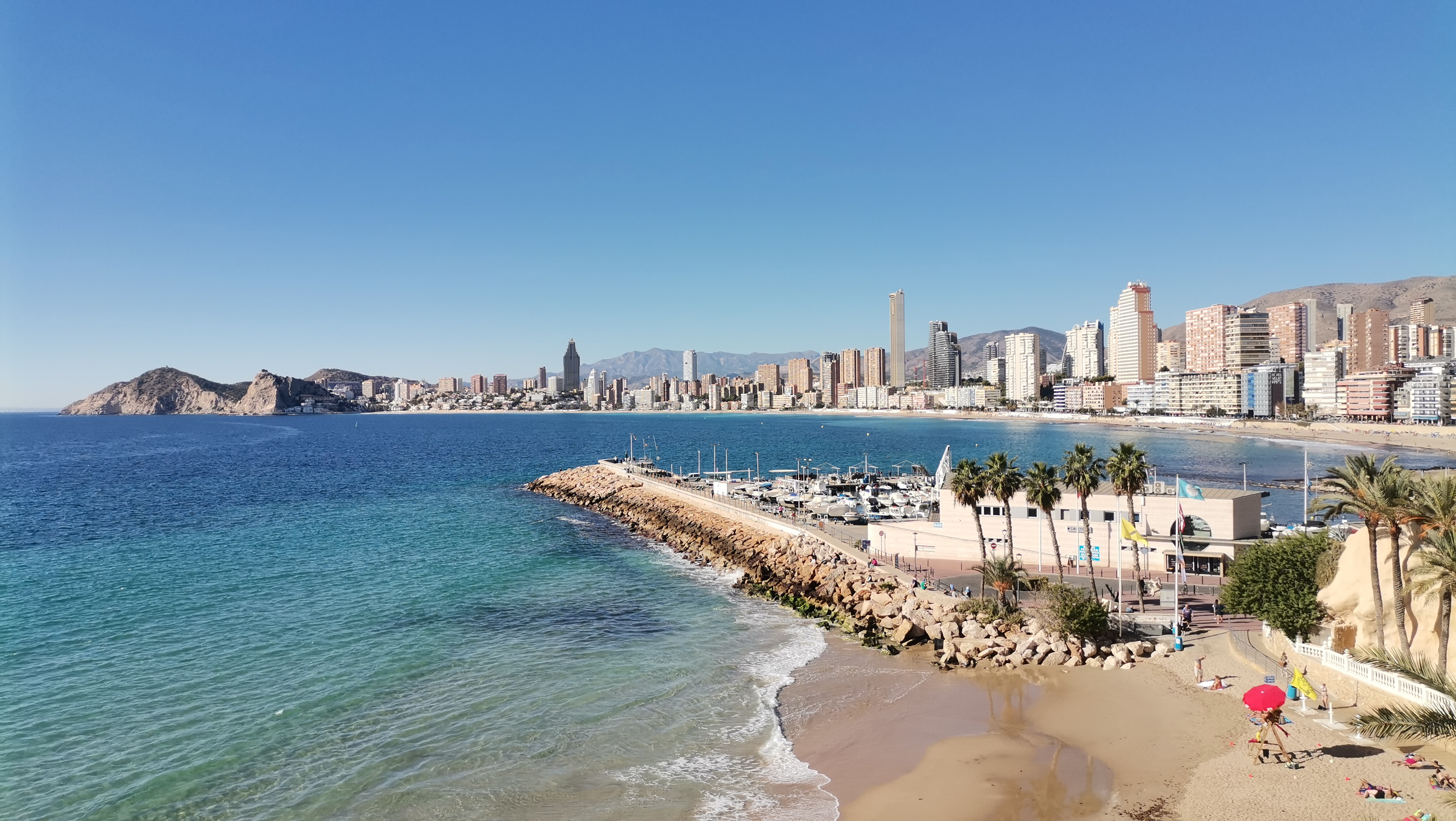
Vista de Benidorm

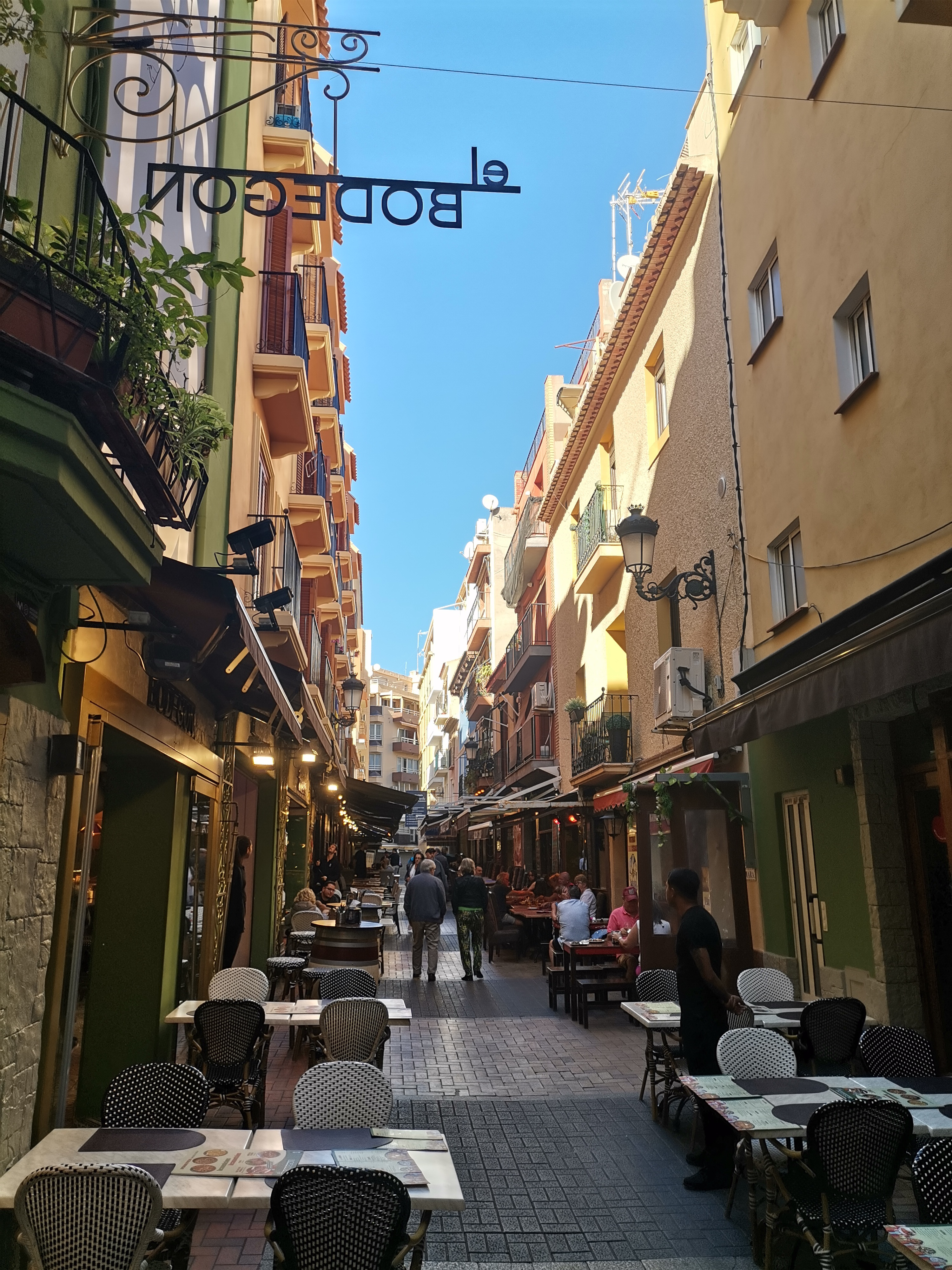
Restaurantes en la calle Santo Domingo

- Torre Punta del Caballo. Declarada Bien de Interés Cultural. Se encuentra en la Punta de las Caletas o Punta del Caballo, a la torre también se le conoce como de les Caletes (Torre de les Caletes). Está incluida dentro del Parque natural de la Sierra Helada.
- Teso de la Cala (siglos III-I a. C.). Es un asentamiento romano que se enmarca dentro de la actividad de la zona de Benidorm como un punto de intercambio comercial y un desembarcadero usado desde épocas muy antiguas.
- El mirador de la Punta del Canfali. En la gran roca que divide las dos playas se asentaba la fortaleza que servía de defensa ante las incursiones de piratas argelinos y berberiscos, en los siglos XIV, XV y XVI. Posteriormente el Castillo fue abandonado, quedando en la actualidad solamente algunos restos de las murallas, que permanecen yaciendo sobre las rocas del mirador, conocido también como balcón del Mediterráneo.
- Iglesia de San Jaime y Santa Ana. Se sitúa en la parte superior del pueblo antiguo, en lo alto del cerro Canfali. Fue construida entre 1740 y 1780 tras producirse el hallazgo de la Virgen del Sufragio, patrona de Benidorm.
- Isla de Benidorm. Cerrando la bahía hay una isla triangular, llamada L'Illa y también Isla de los Periodistas, que actúa como reclamo para los visitantes cuya vista se encuentra diariamente con ella. Circulan historias mitológicas sobre su origen relacionadas con el gigante Roldán. La leyenda se refiere a que Roldán se enamoró de una bella dama a la que amó profundamente. Sin embargo la amante cayó enferma y solamente parecía sobrevivir con los rayos del sol. Roldán, desesperado, asestó un tremendo golpe a la montaña del Puig Campana (cuya hendidura es visible y famosa) y el trozo viajó al mar formando L'Illa y así demoró la puesta del sol durante unos minutos. Más tarde llegó el inevitable final y el gigante temido llevó el cuerpo de su mujer hasta la isla para que allí descansara dejándose ahogar a su lado sin dejar de cogerle la mano. A pesar de ser una isla de pequeña superficie, forma parte del encuadre paisajístico propio de la bahía de Benidorm, quedando aproximadamente equidistante entre las dos playas que delimitan la costa de la ciudad. Por tal motivo, la imagen de la isla asociada a las playas de Benidorm es una impronta para todos los residentes que visitan la ciudad.[28] La isla de Benidorm conforma una masa rocosa de aspecto triangular (vista desde la playa) y de unas 6,57 ha, con una longitud máxima de 350 m y una anchura máxima de 260 m. Presenta un relieve abrupto que alcanza los 73 m de altura y se encuentra separada de la costa por unas 2,5 millas de mar. Es una prolongación en sentido sudoeste del macizo rocoso de Sierra Helada, situado al este de la ciudad. Está constituida por rocas calizas y margosas del período Aptense del Cretácico inferior, que constituyen el arco de cordilleras prebéticas (sistema prebético interno), careciendo apenas de suelo fértil, siendo esto un factor limitante para la presencia de vegetación. Su origen es discutido, y se entiende o bien, desde el punto de vista de ganancia de la península al mar y posterior aislamiento, o bien, desde el punto de vista de nueva formación a través de procesos tectónicos.[29]
- Isla Mitjana o isleta Penyes d'Arabí.
- La Cruz. La finalización de una misión evangelizadora en 1962 que culminó con una cruz en lo alto de la Serra Gelada en protesta por la retirada de la prohibición del bikini en las playas de la ciudad. Actualmente, es visitada por todo tipo de personas: turistas, peregrinos, amantes, jóvenes o fotógrafos. La panorámica de las cinco playas de Benidorm desde la Cruz, es una de las más famosas y ya una imagen imprescindible en todos los folletos turísticos de Benidorm. El día 6 de febrero de 2012, se cumplieron 50 años de vigilancia de dicha cruz sobre la ciudad.

## Servicios

### Comunicaciones
A Benidorm se puede acceder con vehículo por la carretera N-332 y por la autopista AP-7, la cual tiene en Benidorm dos salidas, la de Poniente-Terra Mítica (65A) y la de Levante (65).
También se puede acceder en autobús interurbano desde Alicante, Valencia, Madrid, Cantabria, País Vasco, Navarra, La Rioja, etc. en la estación de autobuses situada en la salida de Levante de Benidorm enfrente de la estación de bomberos, el Palacio de Justicia, la ciudad deportiva Illa de Benidorm y el complejo educativo Salto del Agua.
Existe la posibilidad de acceder desde Alicante o Denia, así como de los pueblos situados en la ruta, mediante tren con el TRAM Metropolitano de Alicante, antiguamente el trenet de la Marina.

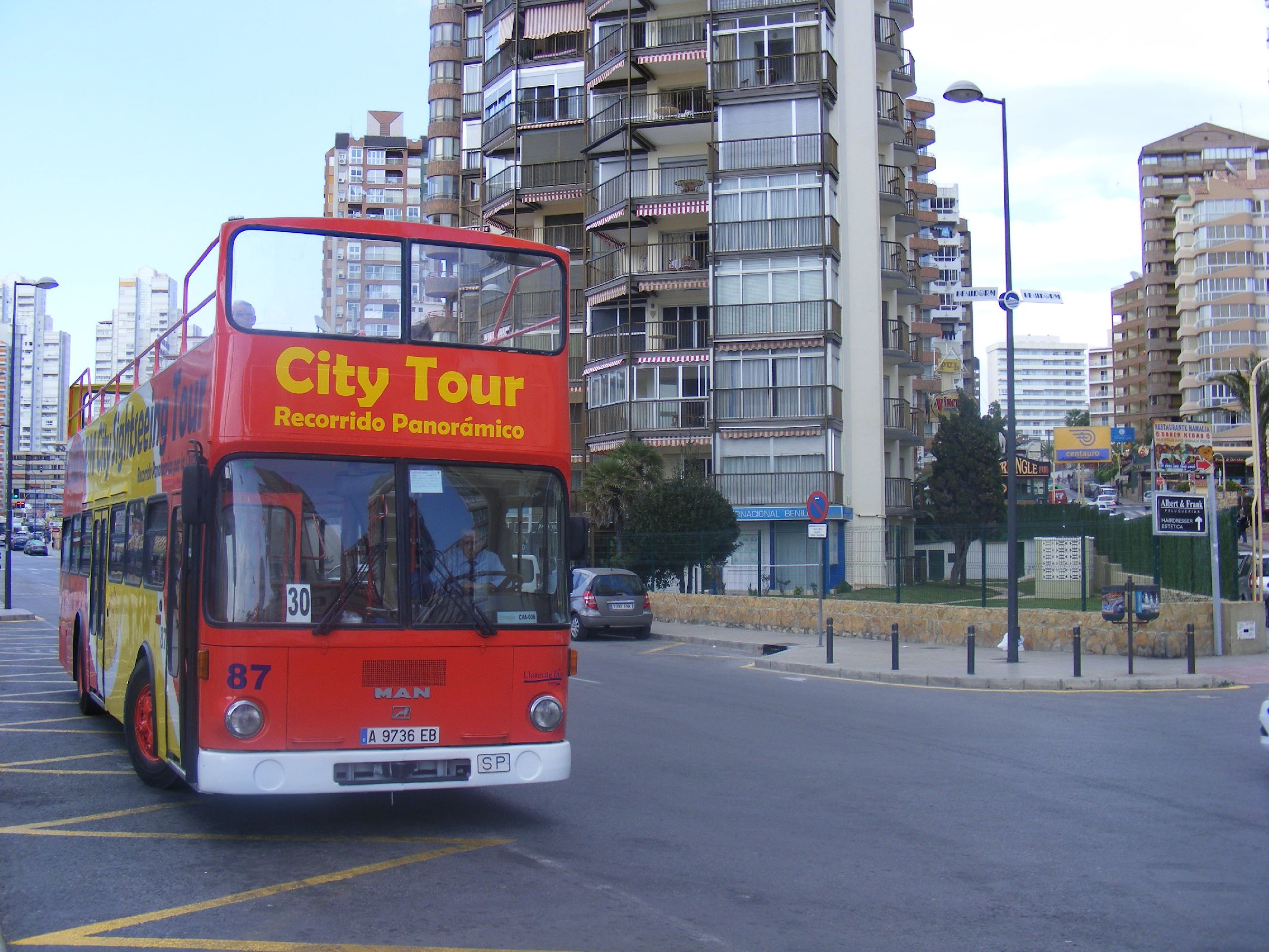
Autobús turístico de Benidorm a su paso por el Rincón de Loix

Los principales medios de transporte de Benidorm son el taxi y el autobús. En Benidorm hay servicio de autobuses urbano e interurbano (concesión dependiente de la Generalidad Valenciana) proporcionado por la empresa Avanzabus, denominados popularmente gua-gua, que abarca los pueblos y zonas de alrededor como Alfaz del Pi y el Albir, Altea, Finestrat, La Nucía, la cala de Finestrat, Villajoyosa y el Castillo de Guadalest.

#### Puerto
El puerto de Benidorm está situado a medio camino entre las Playas de Levante y Mal Pas por un lado y la Playa de Poniente por el otro. Entre los destinos más populares se encuentran la isla de Benidorm e Isla de Tabarca.

## Cultura

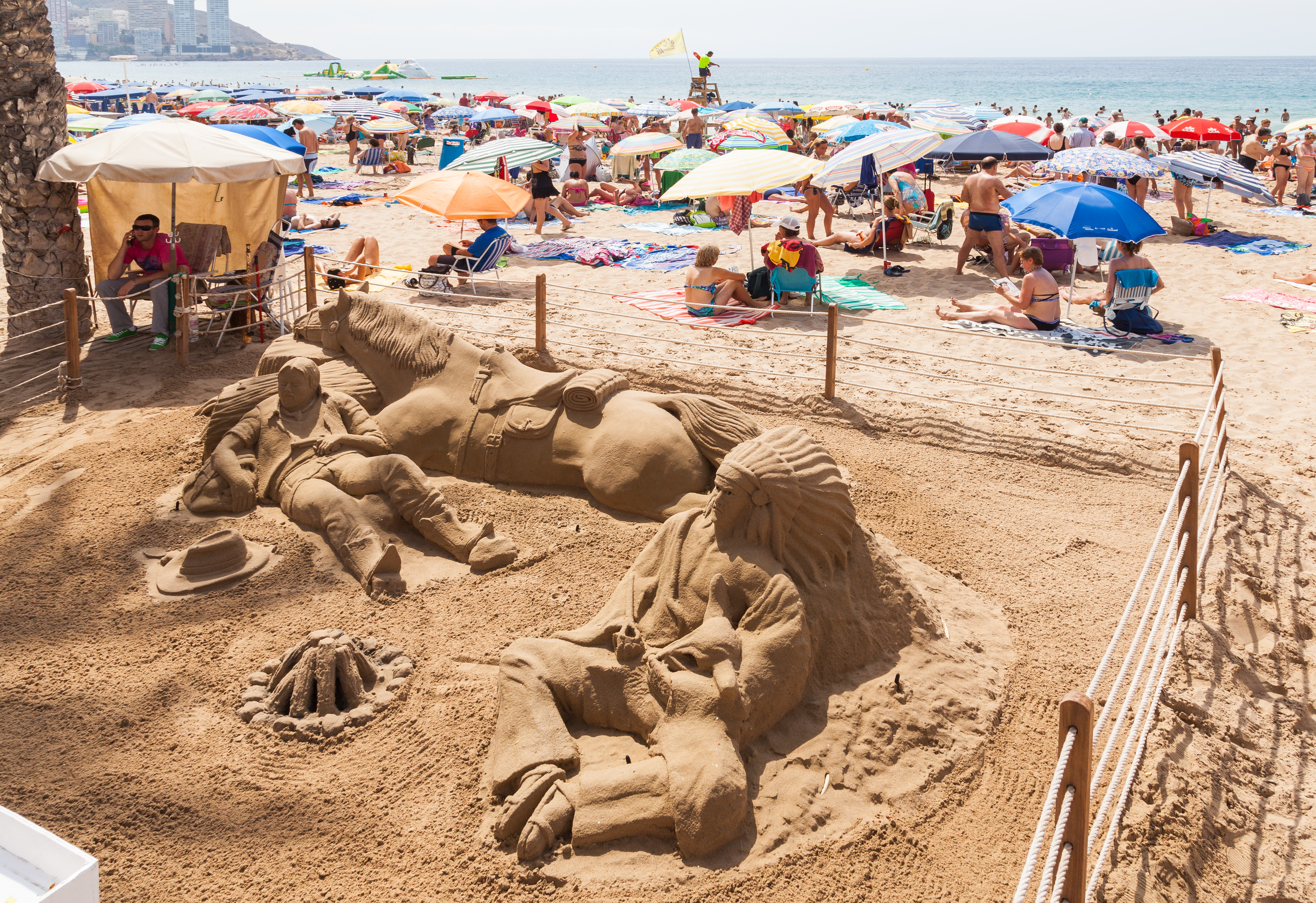
En Benidorm son habituales las figuras de arena

En Benidorm existe un importante tejido cultural destacable.
Parques atracciones
Terra Mítica parque temático,
Aqualandia parque acuático,
TerraNatura parque de animales,
Aquanatura parque acuático y 
Mundomar parque de animales.
El más grande de ellos, es Terra Mítica. Un parque temático con bonitas vistas, y bastantes atracciones, para todos los públicos.

### Museos
- Museo Municipal de la Boca del Calvari
- Museo L'Hort de Colón

### Bandas de música
- Unión Musical de Benidorm: surge en 1925 y se presenta al pueblo de Benidorm el 3 de junio de 1926.
- Societat Musical L'Illa de Benidorm: creada en 1997.
- Societat Musical La Nova Benidorm: creada en 2011 y presentada oficialmente al pueblo de Benidorm el 25 de marzo de 2012.
- Agrupación Musical Nuestro Padre Jesús de la Salud y Humildad: creada en 2017 perteneciente a la Real Cofradía de Nuestra Señora de la Esperanza y la Paz. Aunque anteriormente se denominaba Agrupación Musical Virgen del Sufragio, patrona de la ciudad.

### Asociaciones culturales
- La Barqueta: una asociación creada para recuperar tradiciones de Benidorm y famosa por su tradicional Belén de Navidad.
- Marina Histórica: una asociación creada para promocionar y dar a conocer noticias y eventos relacionados con la Historia de la Marina Baja principalmente.
- AGORABEN: una asociación cultural creada en el año 2007.

### Fiestas
Benidorm es una ciudad donde las fiestas adquieren un especial protagonismo. Las Fiestas Mayores Patronales, en honor a la Virgen del Sufragio y San Jaime Apóstol empiezan el segundo fin de semana de noviembre y concluyen el miércoles siguiente, 5 días en los cuales el pueblo de Benidorm rinde tributo a su Patrona. Las mayores representantes de estas fiestas son las Reinas y Damas Mayores e Infantiles que durante todo un año se entregan a la Virgen. También hay jóvenes y no tan jóvenes hermanados en las peñas festeras las cuales hacen de estas fiestas las más importantes de todas las que se celebran en Benidorm.
El origen de estas fiestas viene recogido en la leyenda que cuenta que en marzo de 1740, en la bahía de Benidorm durante una gran tormenta apareció un barco que encalló en sus costas. Como medida de prevención a epidemias debido al desconocimiento del origen del navío, se decidió prenderle fuego y tras ello unos chicos encontraron entre las cenizas la imagen de la Virgen, que la llevaron hasta la iglesia, lugar donde se construiría una capilla. Cada año durante las fiestas se escenifica este hecho en la Playa de Poniente. Aunque la patrona de Benidorm, la Virgen del Sufragio, fue encontrada en marzo, las Fiestas Mayores Patronales se celebran en noviembre debido a que era ese el momento en que volvían los pescadores de la almadraba. Si no fuese así, los pescadores no habrían vivido la fiesta.
Existe un gran número de peñas, la mayoría controladas por la Asociación de Peñas Virgen del Sufragio. Las peñas se juntan para pasar las fiestas en locales junto a sus amigos y participar en las ofrendas, misas, procesiones, y demás actos que organiza la Comisión de Fiestas Mayores Patronales. La tradición hace que las peñas tomen nombres mayoritariamente en valenciano haciendo referencia a frases típicas o elementos típicos de Benidorm.
Aparte de las fiestas mayores ya citadas, en Benidorm se celebran numerosos festejos más a lo largo del año, lo cual supone un atractivo importante para aquellos que visitan esta ciudad mediterránea. Cabe destacar por tradición y antigüedad las que se celebran en la Ermita de Sanz, situada en la Partida que lleva su nombre, el 17 de enero en honor a San Antonio Abad y el 8 de octubre la Fiesta del Rosario, en honor a la Virgen del Rosario; aunque en esta Ermita se celebra tradicionalmente también la Fiesta de San Isidro y la Cabalgata de Reyes de las Partidas de la Huerta. Asimismo, se celebran Fallas, en marzo, Hogueras de San Juan en junio y, en octubre, Moros y cristianos. Es también señalada la fiesta de la Virgen del Carmen el 16 de julio, Patrona de los marineros, en que se celebran diversos actos festivos, como la ofrenda que estos le hacen llevándola en procesión por el mar. No menos reseñables son las fiestas en honor a San Jaime y Santa Ana, titulares de la parroquia en que reside la Virgen del Sufragio, que se llevan a cabo durante la semana del 25 de julio y en la que toman parte la inmensa mayoría de los benidormenses. Existen también asociaciones, que en el contexto de la hispanidad que acoge la ciudad, celebran otras fiestas tales como el Rocío, festividad de Castilla-La Mancha, de Asturias. Otra de las fiestas a destacar es el festival de música internacional Low Festival celebrado en la ciudad deportiva Guillermo Amor, este festival se celebra la última semana de julio y tiene una duración de tres días (viernes, sábado y domingo), durante los cuales bandas de indie, rock y pop nacionales e internacionales desfilarán para el deleite de los asistentes.

#### Semana Santa
La Semana Santa en Benidorm viene de antaño, al igual que el resto de España, celebra la Pasión, la Muerte y la Resurrección de Jesucristo. En 1967 se anima con la creación de la Cofradía de Nuestro Padre Jesús en la parroquia de san Jaime y santa Ana. En 1982 se crea la Real Cofradía de Nuestra Señora de la Esperanza y de la Paz en la parroquia del Buen Pastor, y a estas se unirán ya en 1989 la del Santísimo Cristo del Perdón y de la Buena Muerte en la parroquia de Ntra. Sra. de La Almudena. La cofradía de Ntra. Señora de los Dolores se funda en 1993, y la cofradía de Ntro. Señor Jesucristo en su Agonía del Monte de los Olivos en 1995 en la parroquia de San Juan Bautista-la Cala. En 2000 se incorpora la Hermandad Sacramental de la Santa Cena de la parroquia de La Almudena.
Benidorm, desde la tradición de un pueblo marinero a través de seis cofradías unidas en Junta Mayor de Cofradías y Hermandades saca a la calle sus imágenes y tronos con el arte de la religiosidad popular. Una manera de demostrar el amor que Jesús nos tiene a todos como hermanos. El domingo de ramos: La Borriquita por la mañana; la Estación de Penitencia de N.ª S.ª del Esperanza y la Paz y N. P. Jesús de la Salud y humildad por la noche desde la parroquia El Buen Pastor.
El miércoles santo: salida del Nazareno desde la parroquia de san Jaime y santa Ana. 
El Jueves Santo: La Oración en el Huerto con salida desde la Cala en parroquia de san Juan Bautista. La Santa Cena y el Cristo del Perdón y de la Buena Muerte y la dolorosa salen desde la parroquia de N.ª S.ª de la Almudena. El Viernes Santo: Procesión general y del santo entierro con todas las cofradías juntas. Tras la vigilia pascual del sábado noche, el domingo de resurrección salen desde la parroquia del san Jaime y santa Ana, para celebrar en la Alameda L'Ambaixa, encuentro entre el Señor resucitado y su Madre la Virgen de los Dolores, con el ángel anunciador.

### Festival de Benidorm
En el verano 1959 nació el Festival de la Canción de Benidorm como medio de promoción de la ciudad y de la música nacional, inspirado en el conocido Festival de San Remo. Poco a poco, y en plena época de festivales, consiguió aumentar su popularidad, pasando por su escenario algunos de los cantantes de música ligera más importantes de España. Con el paso del tiempo el interés por el festival fue decayendo, ante su falta de renovación, hasta desaparecer en 2006. En 2021, y gracias a un acuerdo entre el ayuntamiento, Generalidad y RTVE, se optó por formular un nuevo festival conocido como Benidorm Fest, con el objetivo de celebrarse en invierno, ser emitido en directo por la televisión pública y utilizarlo como medio para elegir al representante de España en el Festival de la Canción de Eurovisión 2022, guiados por los buenos resultados que Italia obtiene en el certamen internacional utilizando a día de hoy su Festival de San Remo.

### Televisión
Benidorm es el escenario de una serie de comedia británica con el mismo nombre muy popular en su país de origen, ganadora de varios premios y buenas críticas que se emitió entre 2007 y 2018. Su éxito llevó la obra al teatro.
En 2004 se estrenó el último capítulo de la cuarta temporada de Aquí no hay quien viva de Antena 3.
En 2019 se empezaron a grabar varias producciones en la ciudad como Benidorm de Antena 3, y varias películas, dos de ellas dirigidas por Isabel Coixet y Secun de la Rosa.

### Ciudades hermanadas
La ciudad de Benidorm participa en la iniciativa de hermanamiento de ciudades promovida, entre otras instituciones, por la Unión Europea o la Federación Española de Municipios y Provincias. A partir de esta iniciativa se han establecido lazos con las siguientes localidades:
- Le Cannet, Francia
- Manizales, Colombia
- Miami, Estados Unidos
- Viña del Mar, Chile
- Esmeraldas, Ecuador